# Museo della Normandia
Il Museo della Normandia (in francese Musée de Normandia) è un museo municipale della città di Caen, nel dipartimento del Calvados e nella regione di Normandia.
È stato fondato nel 1946 ed è ospitato nel castello di Caen dal 1963. Inizialmente fu consacrato all'etnografia, ma dal 1968 è stata aperta una sala dedicata all'archeologia e le sue collezioni archeologiche continuano ad incrementarsi grazie agli scavi condotti nel dipartimento dagli anni 1980. Nel castello è ospitato anche il Museo dei belle arti di Caen, aperto nel giugno del 1970. Dalla fine degli anni 1970, il museo ha ospitato numerose mostre e si è progressivamente accresciuto con la costruzione di nuove sale.
La collezione del museo è ricca di più di 80.000 oggetti, che illustrano l'evoluzione materiale e culturale delle popolazioni della Normandia dalla preistoria al XX secolo.
Il museo aderisce al réseau des musées de société de Basse-Normandie, creato dal Centro regionale di cultura etnologia e tecnica (CRECET) e alla Fédération des écomusées et des musées de société.

## Storia
Nel 1945 Georges Henri Rivière, che nel 1937 aveva fondato a Parigi il Museo nazionale delle arti e tradizioni popolari, in missione a Caen per valutare i danni subiti dalle collezioni pubbliche dopo la seconda guerra mondiale, suggerì allo storico e archeologo Michel de Boüard, professore all'Università di Caen, di creare un "museo normanno" (di etnografia della Normandia). De Boüard propose il progetto al sindaco, Yves Guillou e il comune deliberò la creazione del "Museo di etnografia e di storia della Normandia" ("Musée d'etnographie et d'histoire de la Normandie") il 1º novembre del 1946. La direzione dei musei gli attribuì il rango di "museo classificato".

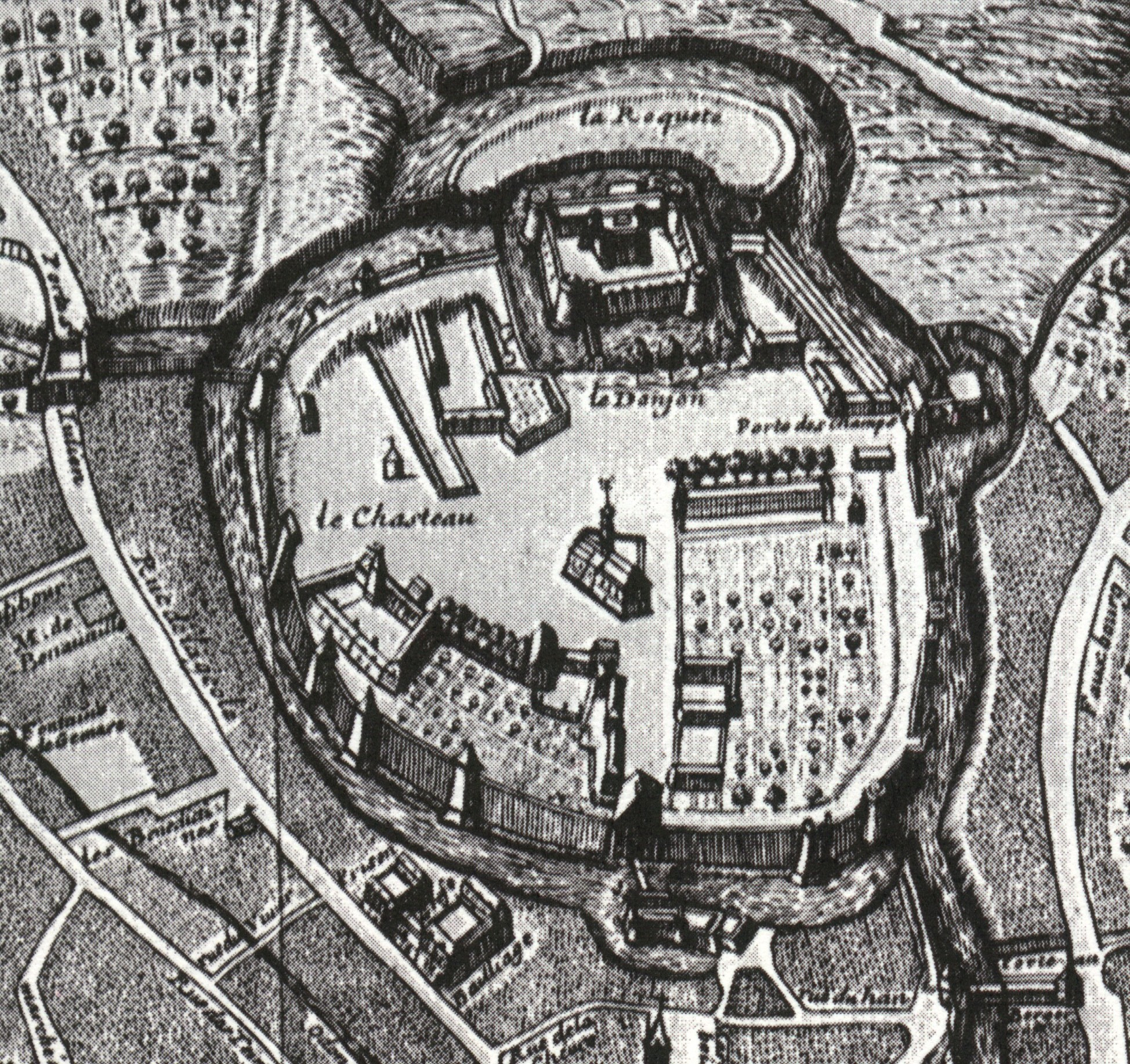
Il castello di Caen nel Seicento (François Bignon, 1672)

De Boüard fu nominato direttore e per circa vent'anni, con una piccola squadra di collaboratori, percorse la Normandia per raccogliere testimonianze delle tradizioni rurali, che venivano immagazzinate in una costruzione temporanea accanto alla chiesa di Saint-Étienne-le-Vieux. Era stato inizialmente previsto che le collezioni sarebbero state ospitate, insieme a quelle del Museo di belle arti, nell'Abbazia degli uomini (Abbaye aux hommes), che dall'inizio dell'Ottocento era sede del liceo Malherbe. Poiché si sarebbe dovuto attendere la costruzione di un nuovo edificio per il liceo, già dal 1946 de Boüard aveva proposto di utilizzare come sede museale il castello di Caen, e in particolare la residenza dei governatori. Nel 1949 il sindaco diede il suo assenso di principio e nello stesso periodo il castello passò in proprietà al comune.
A partire dal 1956 de Boüard effettuò degli scavi nel castello, liberando il dongione con la demolizione della caserma che vi si era sovrapposta e valorizzando anche gli altri resti della fortezza medievale. Nel 1958 fu deciso di installare il museo nella residenza dei governatori, un edificio degli inizi del Trecento, quasi del tutto ricostruito nel Seicento e Settecento, che venne restaurato a cura di Jean Merlet, architetto del servizio dei monumenti storici. In occasione di queste sistemazioni venne demolito lo scalone monumentale sulla facciata principale. Gli uffici del museo si trasferirono nella nuova sede nel 1960 e il museo venne aperto al pubblico nel dicembre del 1963.

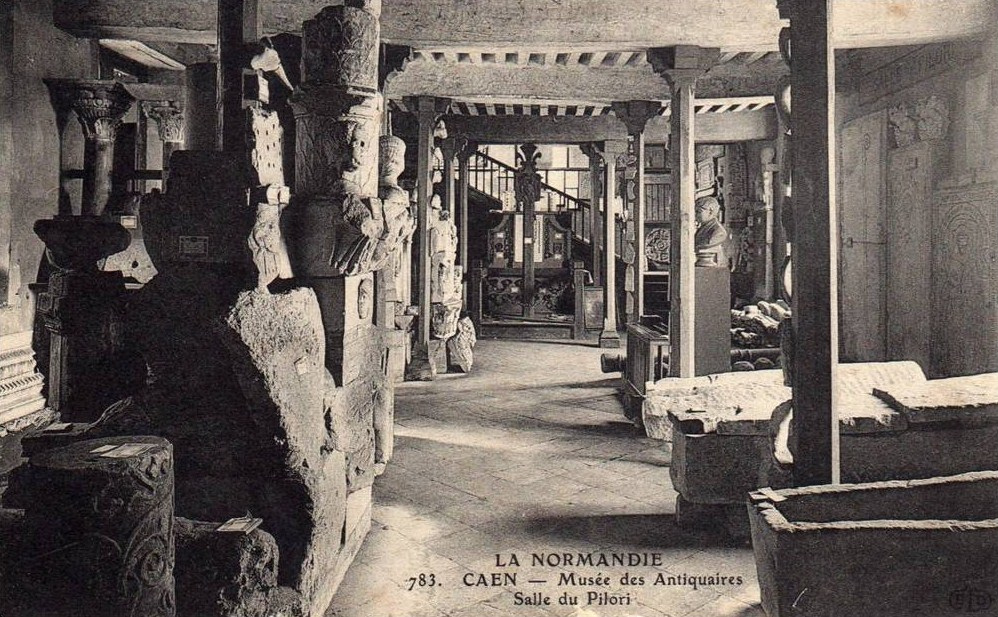
Museo degli antiquari di Normandia, sala del Pilori

Al momento dell'apertura il museo era essenzialmente un museo etnografico, con oggetti soprattutto ottocenteschi. Nel 1968 una sala fu consacrata ai materiali archeologici. Le collezioni si accrebbero grazie ai risultati degli scavi eseguiti nella regione, a cui si aggiunse nel 1983 il deposito di gran parte delle collezioni della Società degli antiquari di Normandia (Société des antiquaires de Normandie). Queste erano state esposte nel Collège du Mont  (Museo degli antiquari di Normandia o Musée des antiquaires de Normandie), che era stato però gravemente danneggiato durante la guerra. Queste collezioni comprendevano gli oggetti provenienti dagli scavi ottocenteschi di Caen.
Anche il numero dei visitatori aumentò progressivamente e si ebbero risistemazioni parziali delle vetrine nel 1968 e nel 1974. Poiché lo spazio era divenuto progressivamente insufficiente, sia per l'esposizione al pubblico che per i depositi, nel 1978-1980 fu costruita per il museo una nuova ala e dei nuovi depositi furono sistemati nel sottosuolo della corte tra la sede del museo e le mura del castello. Un nuovo riordinamento degli oggetti esposti fu attuato nel 1984-1986.
A partire dal 1980, l'antica chiesa di San Giorgio all'interno del castello, che dal 1964 era stata occupata dalla tomba di un soldato ignoto perito nella battaglia di Caen del 1944, fu utilizzata per mostre temporanee. Tra la sede del museo e la chiesa fu sistemato il "Giardino dei semplici" ("Jardin des simples"), un giardino fisico sul modello del giardino medievale nel castello di Angers. Dal 1994 è utilizzata per le mostre temporanee anche la sala detta "della Scacchiera" ("de l'Échiquier").

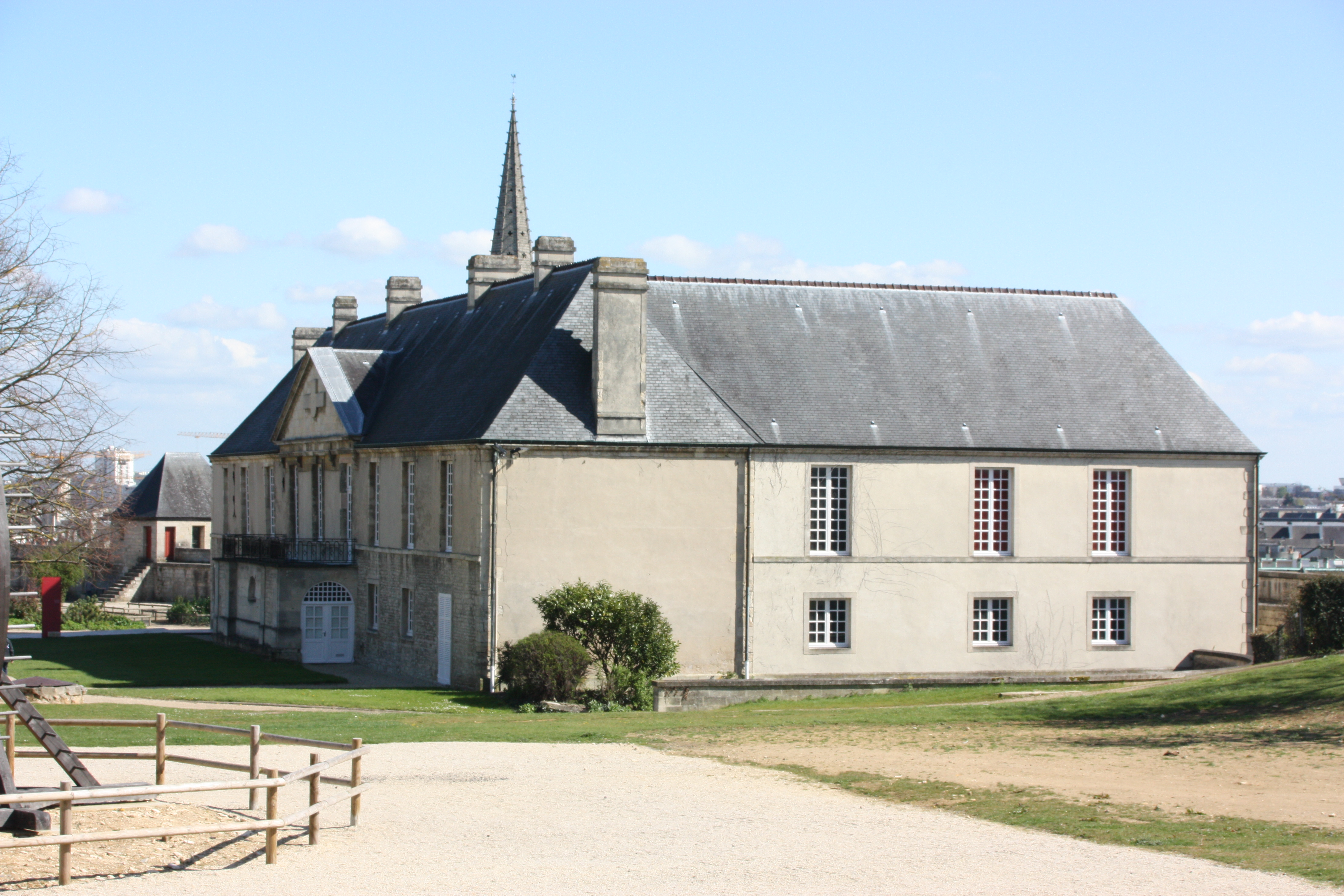
Nuova ala aggiunta alla Residenza dei governatori negli anni 1978-1980
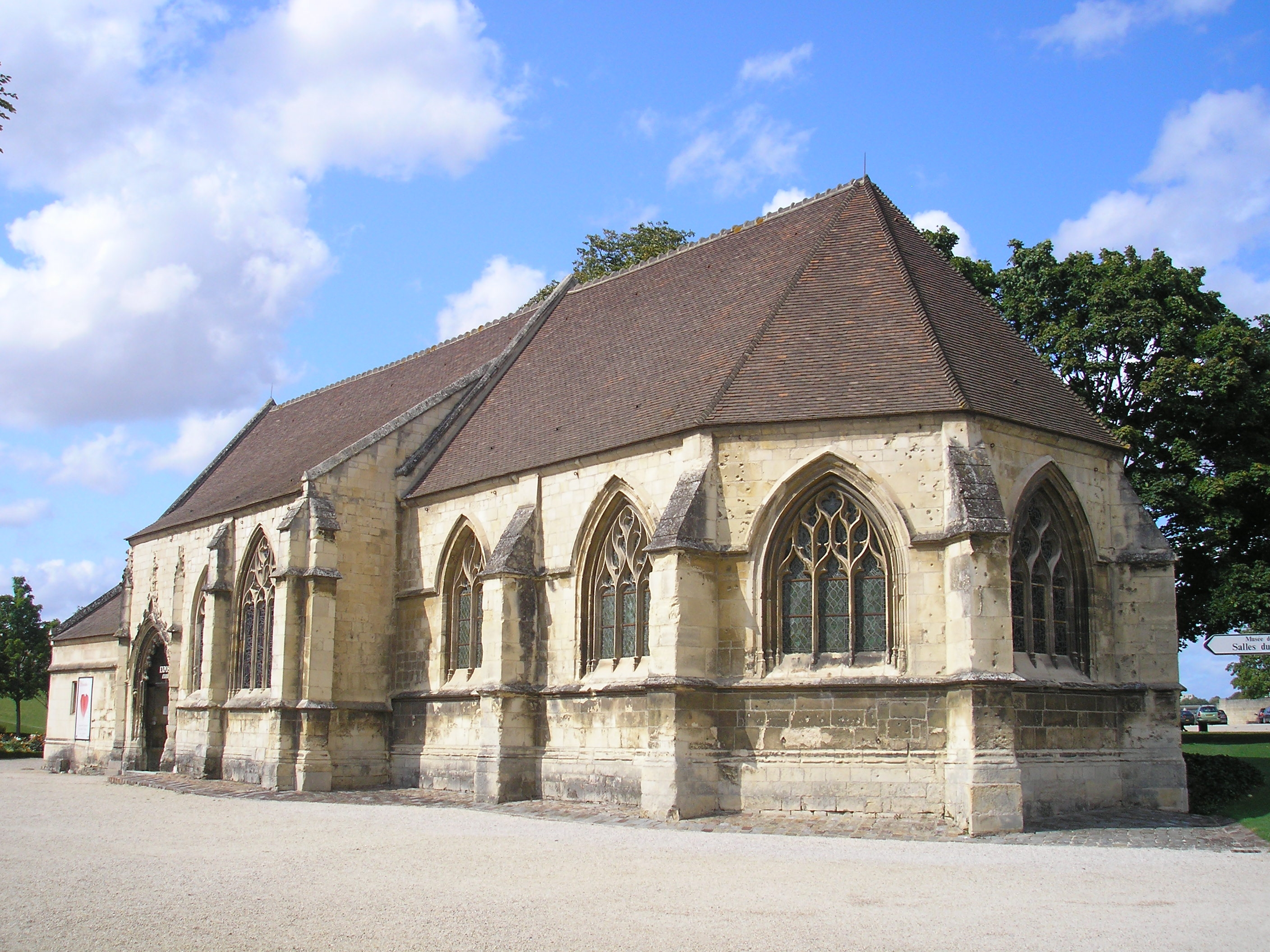
Chiesa di San Giorgio
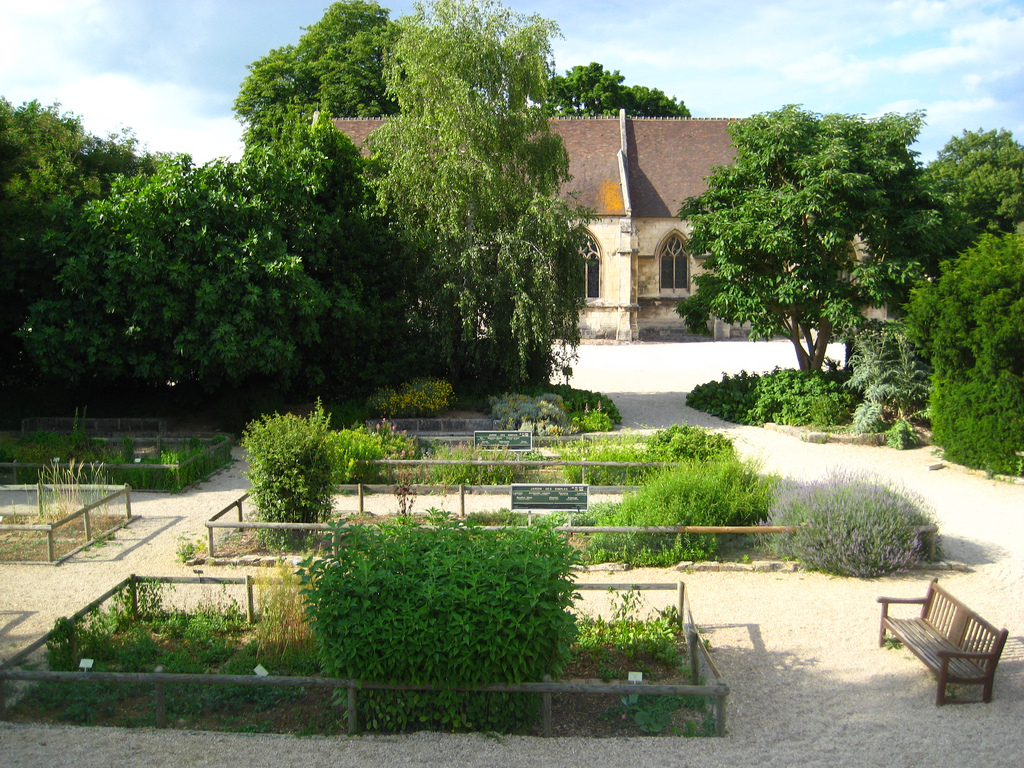
Giardino dei semplici
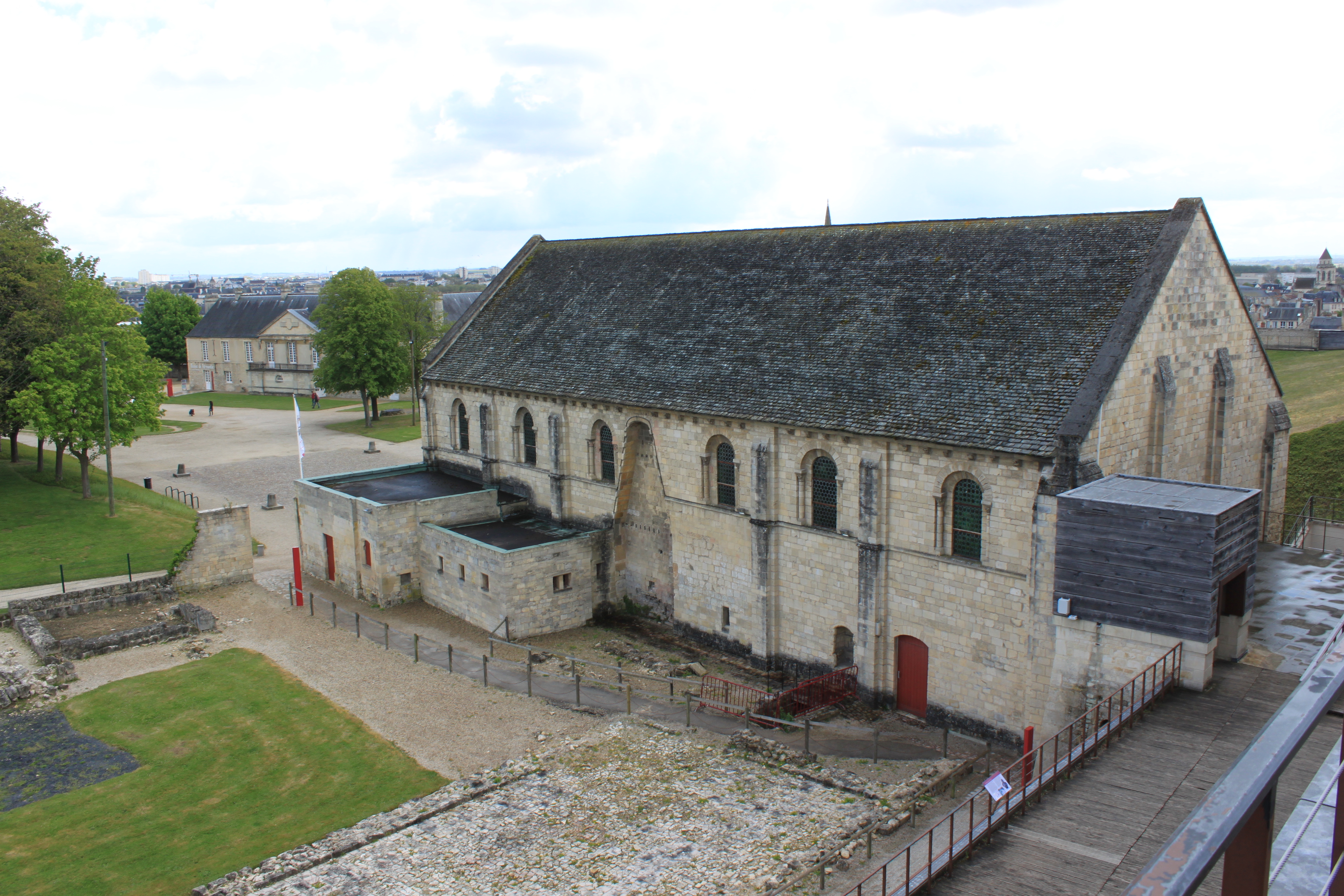
Sala della Scacchiera
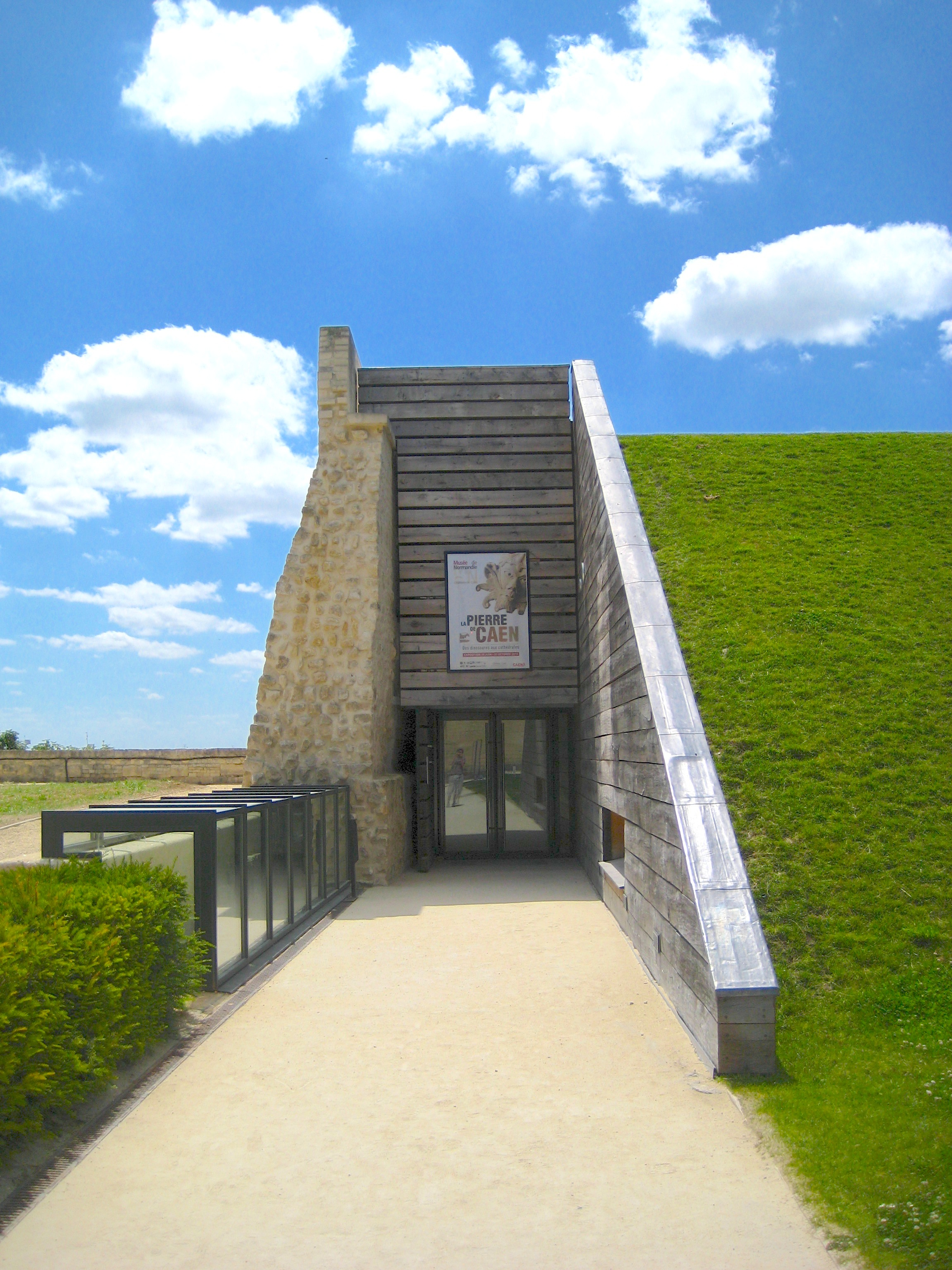
Ingresso delle sale "del Bastione"

Il castello di Caen fu classificato tra i monumenti storici francesi nel 1997 e dal 1998 fu sottoposto a lavori di restauro, che interessarono il muro di recinzione a nord. In questa occasione, inoltre, furono realizzati nuovi spazi sotto la terrazza del Cavaliere, adiacente alla sala della Scacchiera: le nuove sale, dette "del Bastione" ("du Rempart"), comprendono diversi servizi (centro di documentazione, depositi, sale pedagogiche) e sono destinate ad accogliere le mostre. Gli scavi archeologici preventivi hanno permesso di riportare alla luce un insieme di fucine medievali e un'abitazione quattrocentesca. Nel 2013 la chiesa di San Giorgio fu risistemata come centro di interpretazione del castello e come polo di accoglienza per i musei che vi sono ospitati all'interno.

## Collezioni

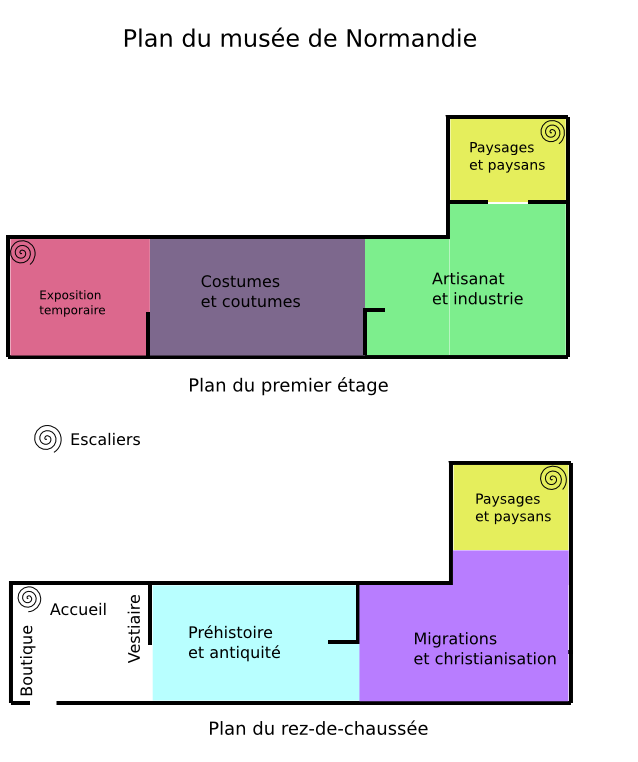
Pianta schematica del Museo

Il tema del museo è la storia della Normandia, che viene illustrata per mezzo delle opere della collezione archeologica ed etnografica.
Le sale archeologiche al piano terra espongono armi, gioielli e oggetti della vita quotidiana ricollocati nel loro contesto, dalla preistoria alla fondazione del ducato di Normandia nel 911. Il primo piano ospita le collezioni etnologiche che evocano la vita degli abitanti della regione dal Settecento ai giorni nostri, con oggetti d'uso comune, ma anche con capolavori dell'artigianato locale, raccolti in tutta la regione. Sono esposte permanentemente tra il 5% e il 10% delle collezioni

### Preistoria

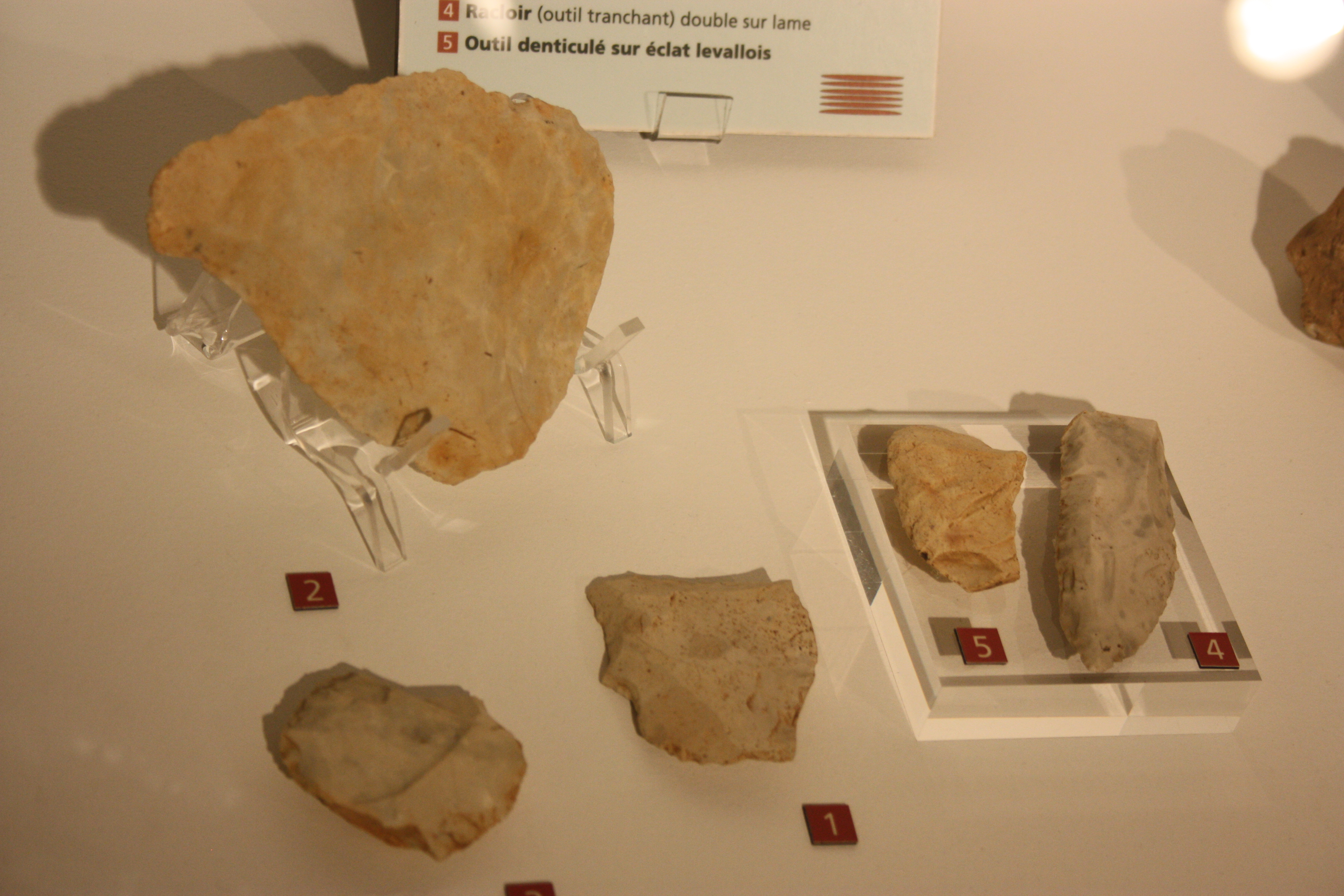
Materiali dagli scavi di Fort Pignot (Paleolitico superiore)

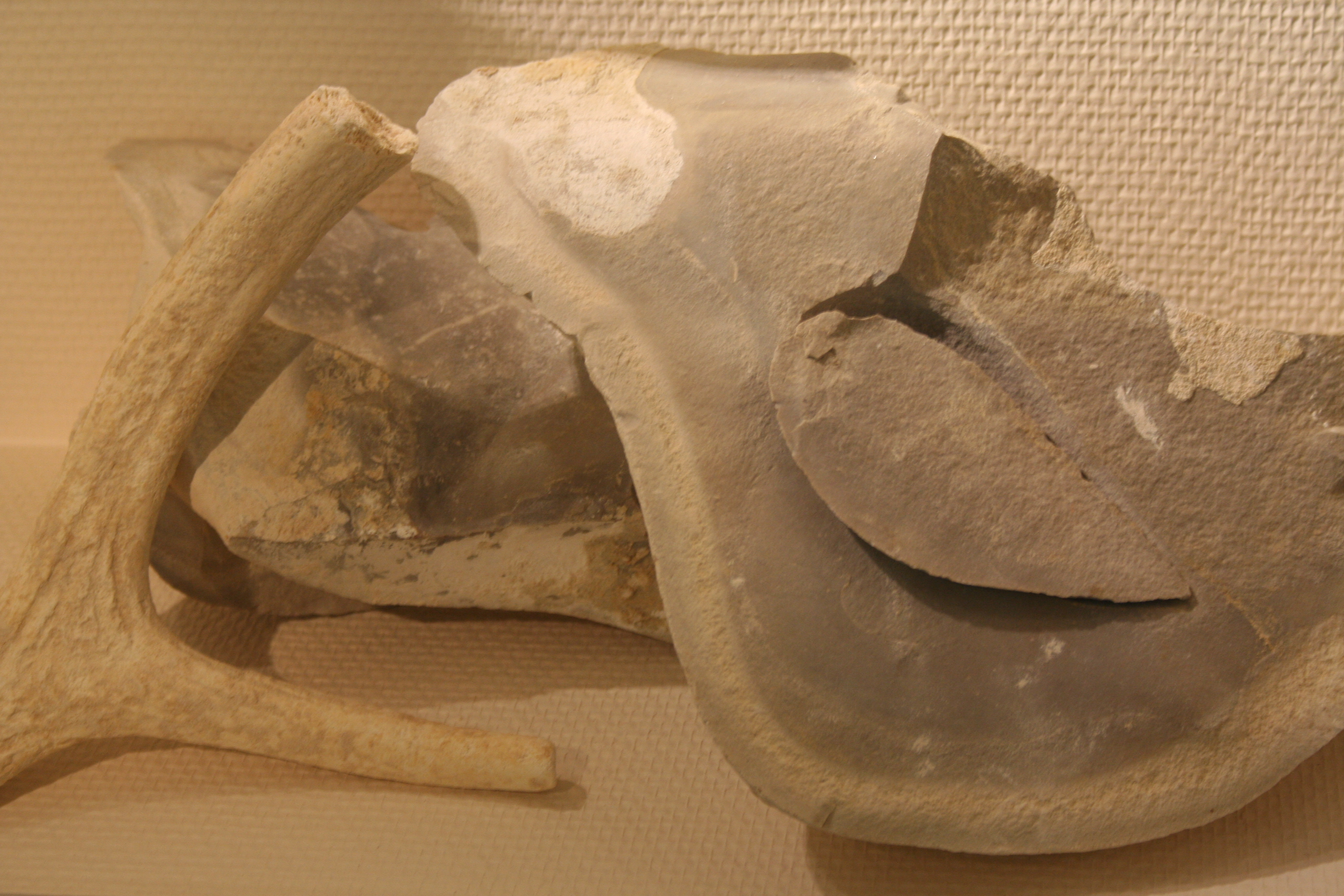
Selce in fase di taglio e strumento in corno di renna da Bretteville-le-Rabet

Tra le più antiche tracce della presenza umana nella regione è il materiale dagli scavi di Fort Pignot a Fermanville (1978-1979), con schegge levalloisiane e raschiatoi; nel sito erano presenti tracce di focolare e di palificazioni (220.000 a.C.).
Intorno al 15.000 a.C., al termine dell'era glaciale, si riferiscono le testimonianze di pittura rupestre in grotte della valle della Senna: il museo espone punte di zagaglia contemporanee alle pitture della grotta di Guy o del Cavallo di La Vieille-Lyre nel dipartimento dell'Eure.
La diffusione della ceramica, inizialmente utilizzata soprattutto per lo stoccaggio dei cereali, a partire dal 5500 a.C. circa, testimonia il passaggio alla sedentarizzazione. Contemporaneamente si diffondono anche utensili migliorati, come i grattatoi e le punte di freccia del sito di Vierville, l'ascia in pietra levigata di Pennedepie e il levigatoio in calcare di Cambes-en-Plaine.
Il museo espone anche materiali provenienti da corredi funerari, come gli anelli in serpentino di Ecajeul a Le Mesnil-Mauger (5000-4800 a.C.).
Nel V millennio a.C. si diffonde il fenomeno del megalitismo, associato a fenomeni di gerarchizzazione della società: sono esposti i modellini del tumulo di Fontenay-le-Marmion (3800 a.C. circa), scavato a partire dal 1829, e della necropoli di Éterville, con un altro tumulo all'incirca contemporaneo, scavata più recentemente. Da entrambi i tumuli provengono ricchi corredi funebri con oggetti di ornamento personale, utensili e ceramiche, tra cui vasi a fondo arrotondato.
Altri materiali provengono dal sito, più recente, di Bardouville, o dalle attività di estrazione della selce a Bretteville-le-Rabet, con selci in fase di taglio e utensili in corno di renna.
L'ascia perforata in dolerite da Alençon, dell'inizio dell'età del bronzo, testimonia del mantenimento delle antiche tradizioni all'inizio della protostoria.

### Protostoria

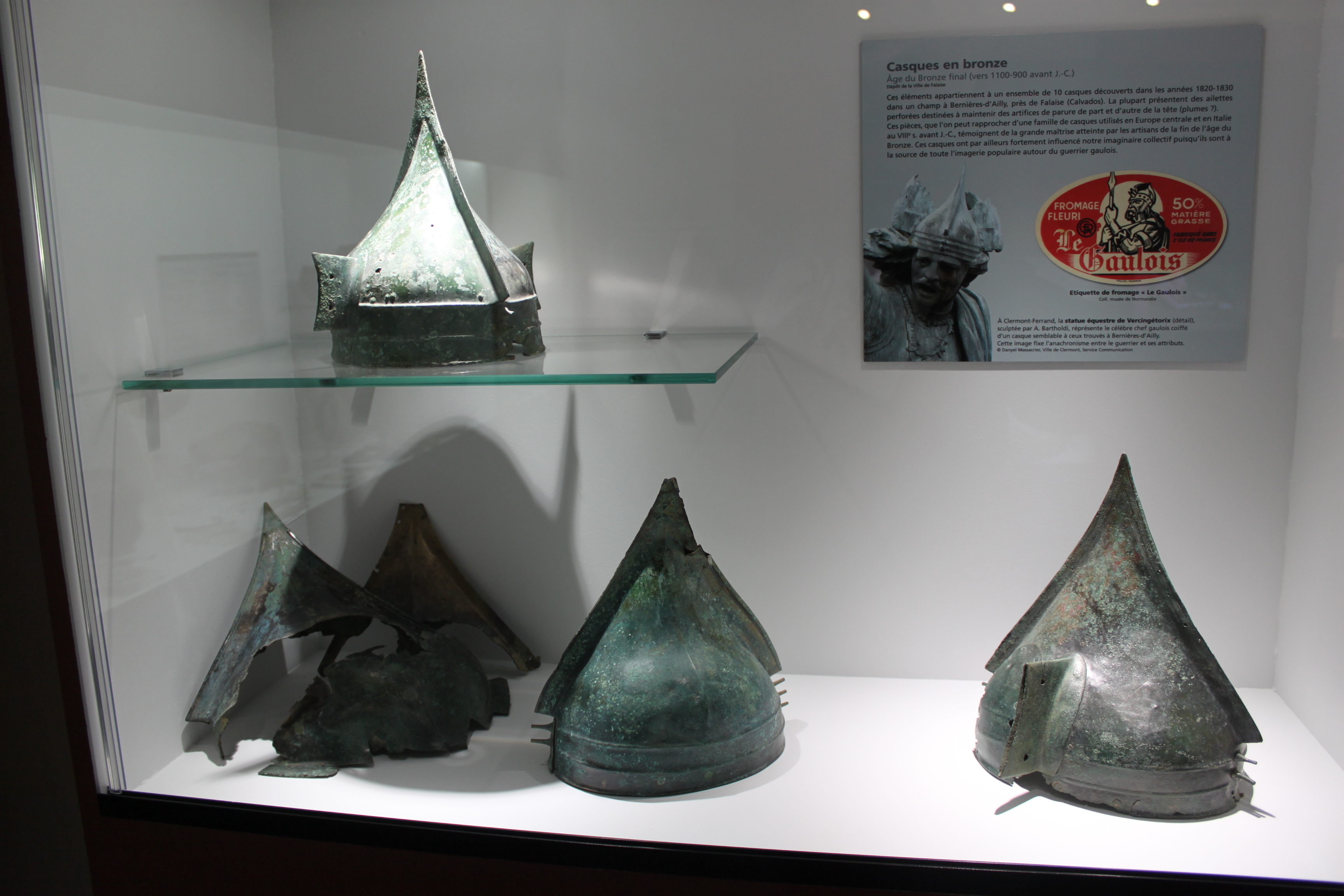
Elmi dell'età del bronzo da Bernières-d'Ailly

Dal 2300 a.C. il popolamento del territorio aumenta, con società gerarchizzate che controllano il possesso del suolo e i flussi commerciali delle materie prime. Gli scavi hanno permesso di individuare villaggi di quest'epoca, come quello di Ifs, del quale si espone un modellino.
Si sviluppa la produzione di oggetti in bronzo, alcuni dei quali (asce e spade) sono oggetto di azioni di deposito. Le presenza di armi sempre più numerose testimonia dell'accresciuta importanza della classe dei guerrieri, in una società spezzettata in territori sotto l'autorità di capi locali: sono esposti degli elmi rinvenuti a Bernières-d'Ailly nell'Ottocento, datati al 1100-900 a.C., e braccialetti in bronzo a decoro inciso, rinvenuti a Canchy e datati alla media età del bronzo (1500-1000 a.C.).

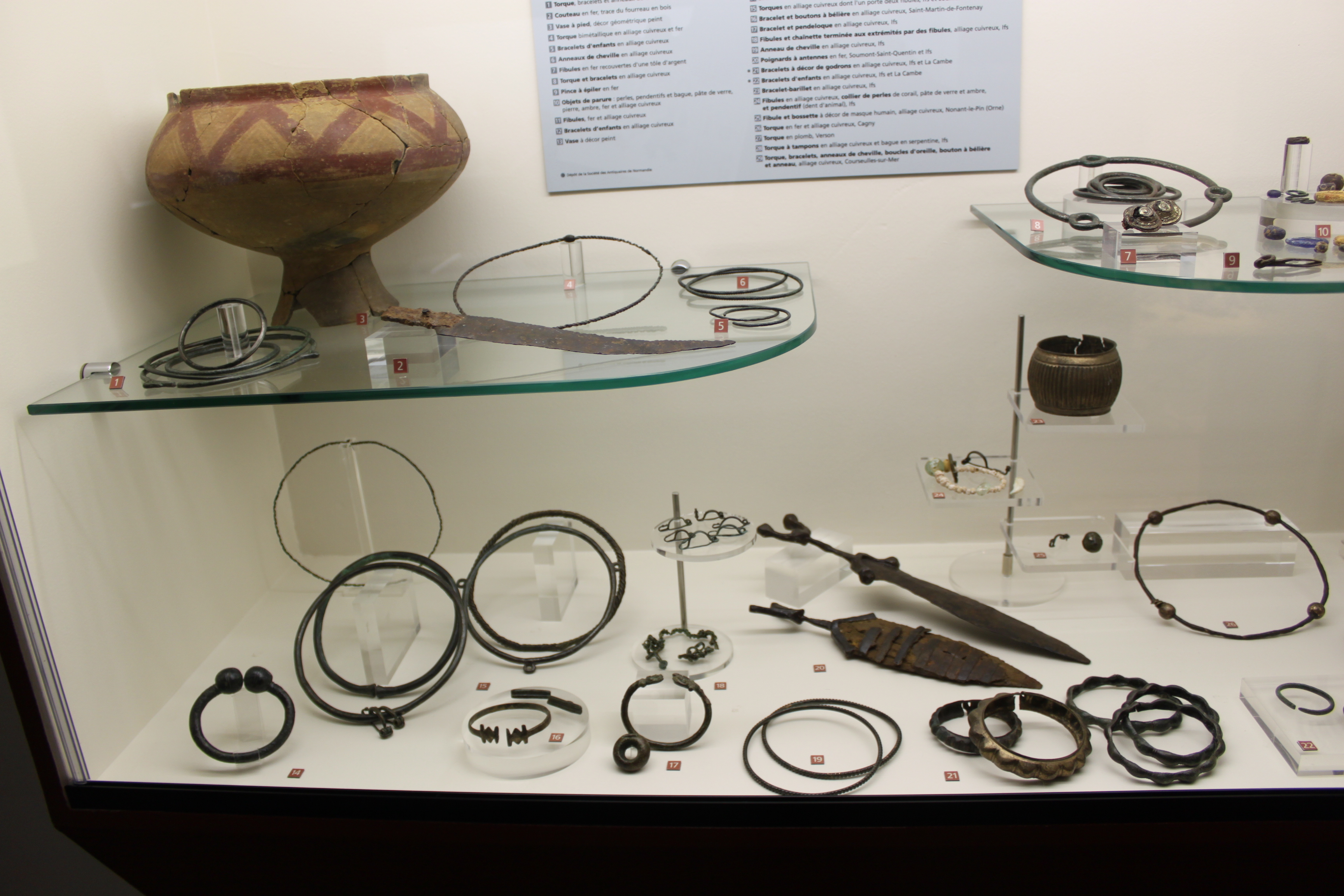
Vaso di Eterville a decorazione geometrica (età del ferro, 520-370 a.C.) e altri oggetti dalla necropoli

L'uso del ferro si diffonde dall'inizio dell'VIII secolo a.C., ma senza divenire generalizzato fino al IV secolo a.C.: nella prima età del ferro si moltiplicano i depositi di asce "à douille", come quelli di Blainville-sur-Orne o di Marchésieux (intorno al 600 a.C.).
Alcune sepolture hanno restituito ricchi corredi con vari materiali: oggetti in bronzo a Caen, ornamenti in bronzo con collane di perline di corallo da Ifs (sito di "La Dronnière) (intorno al 600 a.C.) e ceramiche, come un vaso a decorazione geometrica da Éterville. Nel museo è anche esposto un modellino di una sepoltura della necropoli di Éterville.

### Antichità gallo-romane

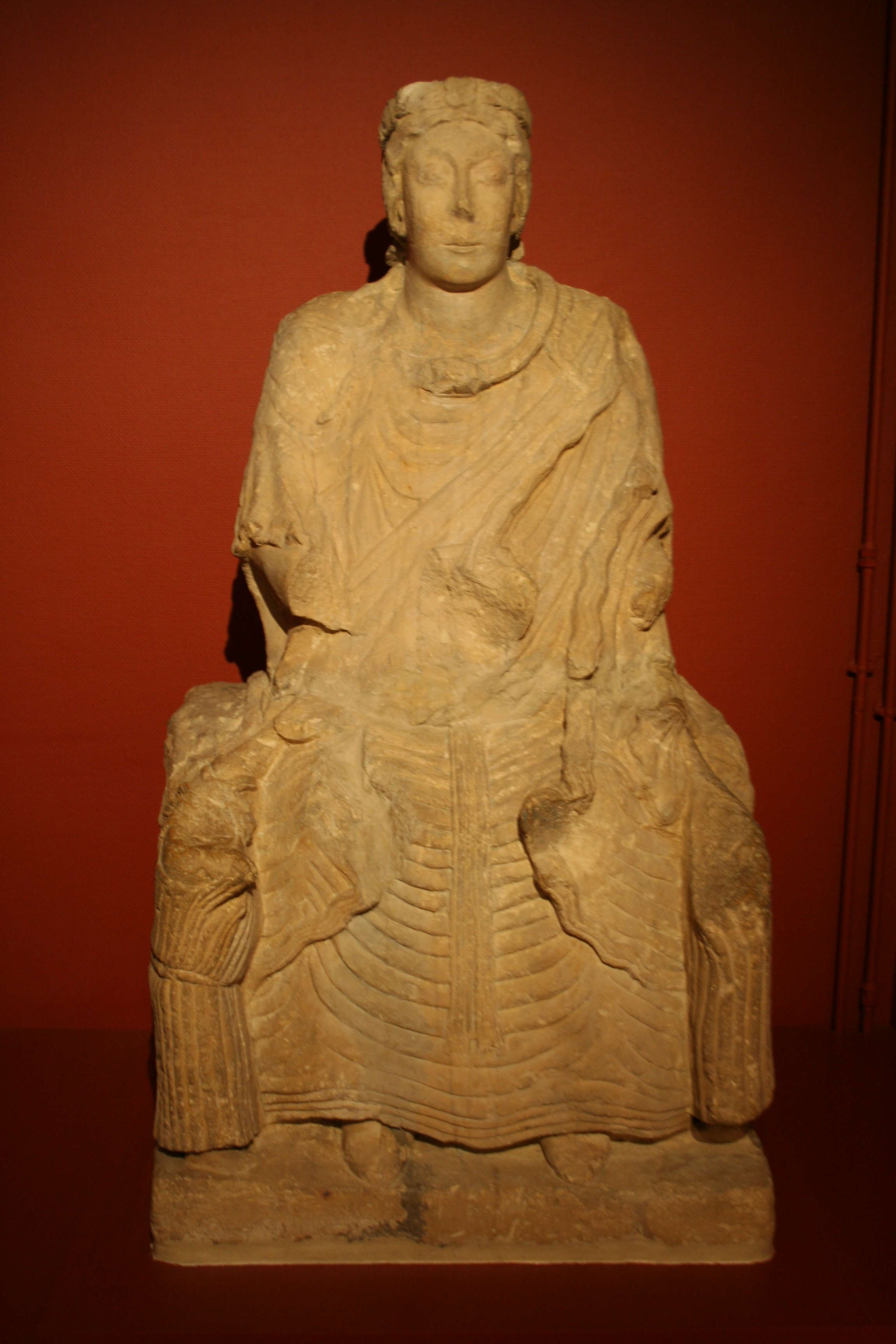
Statua di dea da Saint-Aubin-sur-Mer

Il periodo gallico è rappresentato da vasi e monete che inizialmente si ispirano a modelli ellenistici e più tardi romani. La monetazione dei Galli proseguì anche dopo la conquista romana, segno di una romanizzazione progressiva e lenta.
Un modellino mostra due fattorie galliche scoperte a Ifs e datate al V-I secolo a.C., alle quali erano associate anche sepolture e che hanno restituito oggetti di ornamento e utensili agricoli. Entrambi gli insediamenti erano relativamente autonomi e sedi di produzioni artigianali diversificate.
Il territorio della Normandia appartenne alla provincia romana della Gallia lugdunense e dopo la riforma di Diocleziano costituì la Lugdunense seconda, nelladiocesi di Gallia e con capitale Rotomagus (Rouen).
Al periodo romano appartiene la statua in calcare di Caen. della Dea di Saint-Aubin-sur-Mer, rinvenuta in frammenti in un pozzo il 5 aprile del 1943 da un soldato tedesco durante i lavori di terrazzamento per la costruzione del Vallo Atlantico. Data la sua eccezionale altezza di 1,40 m si ritiene rappresenti la statua di culto di un santuario gallo-romano (fanum), riutilizzato in una villa romana. La statua fu donata al comune ed è classificata monumento storico dal 1951; fu a lungo conservata all'Università di Caen, ma dal 1983 è esposta nel museo.

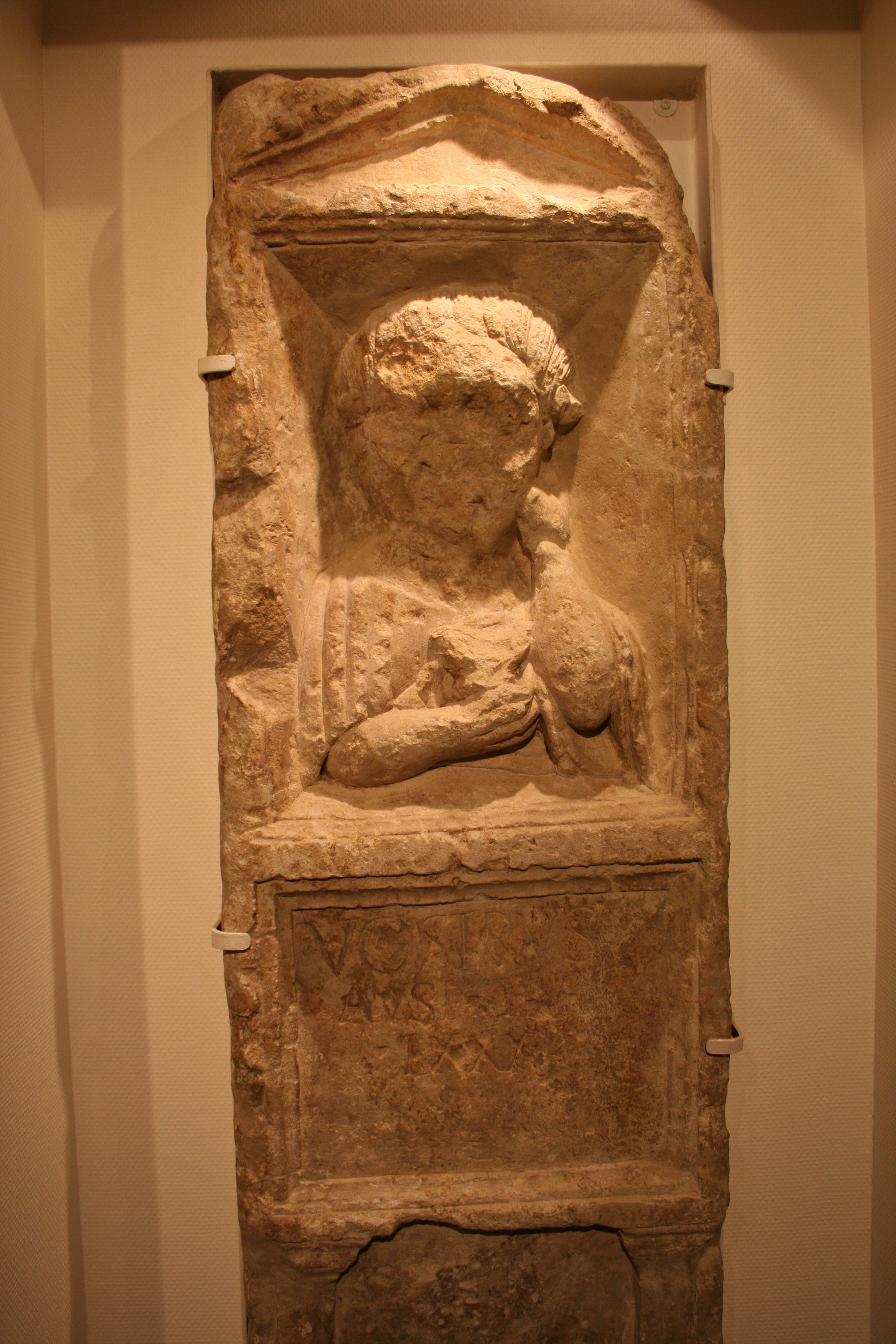
Stele di Vostro

La stele di Vostro fu rinvenuta nel 1861 in un cimitero romano nella località di Buissonnets a Lisieux, con un'iscrizione con il nome di Vostrus, figlio di Ausius, vissuto fino a 80 anni. Fu danneggiata con la distruzione, durante la guerra, del Museo degli antiquari di Normandia, dove era esposta.
In un bassorilievo funerario proveniente da Vaison-la-Romaine sono raffigurati due pescatori, mentre il defunto è rappresentato da un'aquila, simbolo di apoteosi.

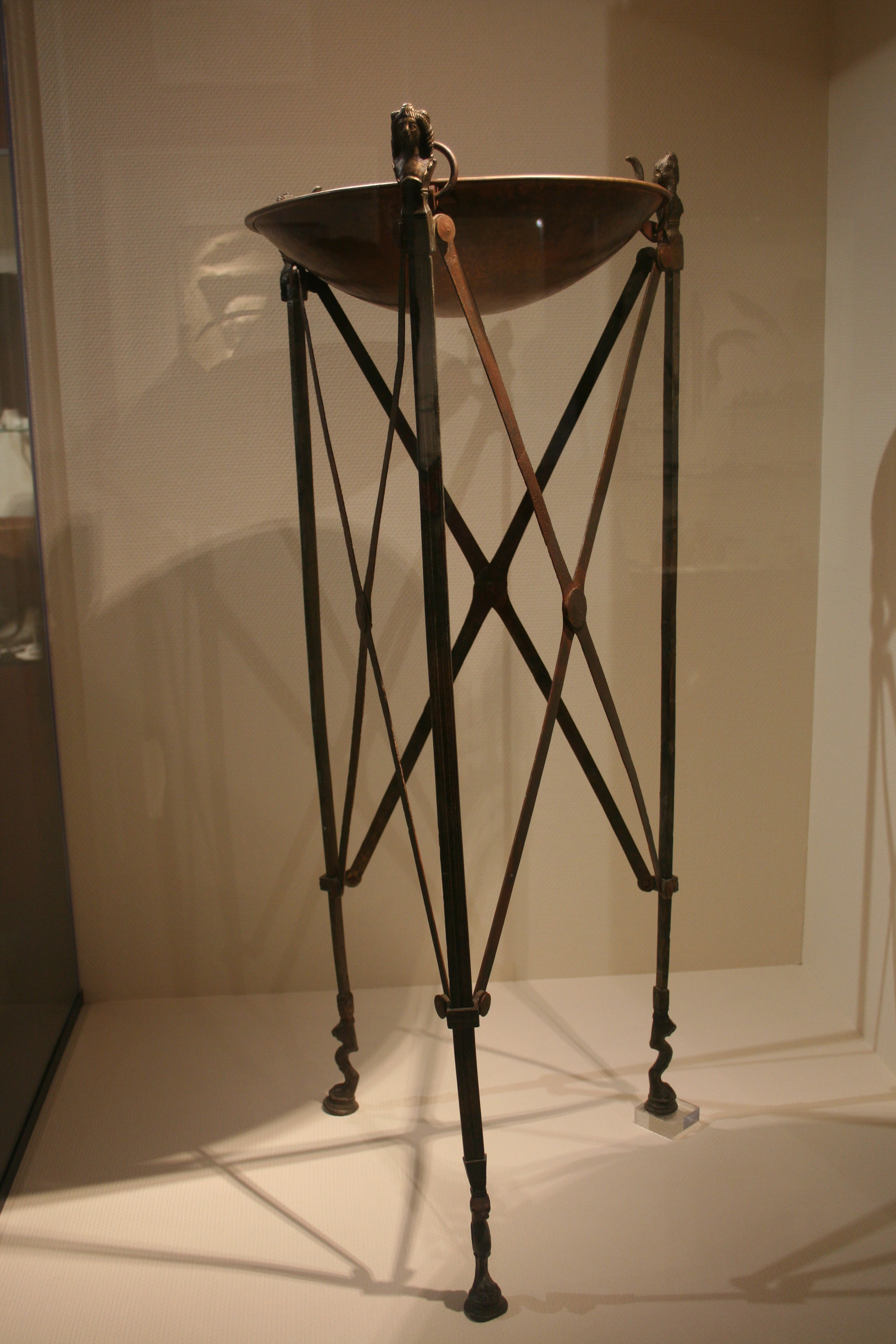
Treppiede in bronzo da Giberville

Dell'epoca romana sono anche una collezione di monete antiche, tra cui quelle degli imperatori delle Gallie del III secolo, una maschera di divinità in bronzo, scoperta a Bailleul e datata tra la seconda metà del II secolo e gli inizi del III, un mosaico con anatre che ornava un bacino della grande villa romana della Petite Houssaye a La Mailleraye-sur-Seine,  datata al III secolo, un treppiede in bronzo, ornato da protomi umane e rinvenuto nell'Ottocento a Giberville, raro esempio di arredo romano, una serie di statuette in terracotta bianca, rinvenute in necropoli e santuari, ma anche in ambiti abitativi, una calzatura in cuoio (caliga) e l'impronta di un'altra calzatura su un laterizio da Touffréville. Nella medesima sala è esposto anche un modellino del santuario gallo-romano (faunum) di Baron-sur-Odon e il materiale che vi è stato rinvenuto, tra cui una serie di anelli votivi in bronzo prodotti in un'officina della poco distante Vieux-la-Romaine.

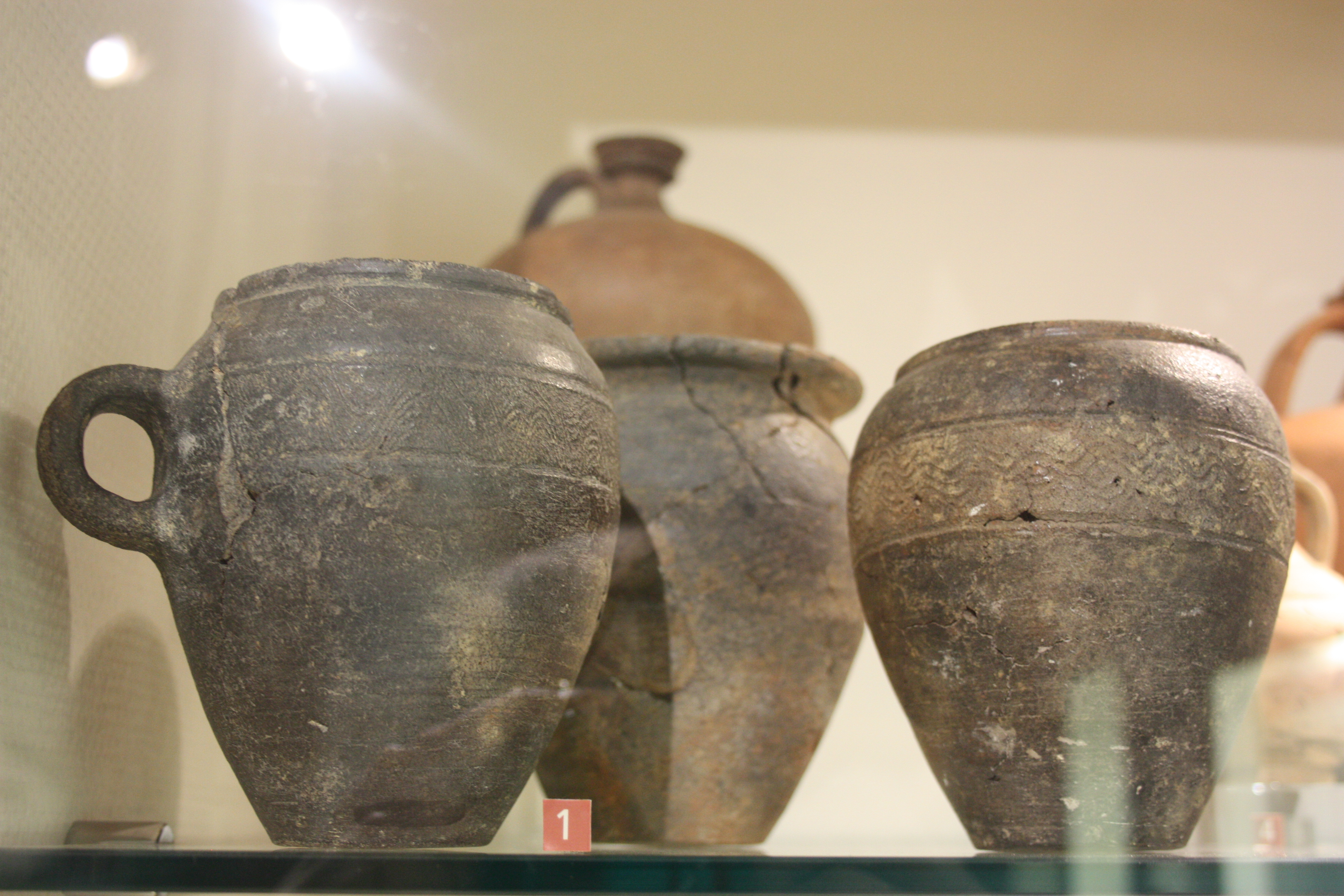
Ceramica detta "black burnished" da Frénouville (IV secolo)

Il vasellame è rappresentato da ceramica comune, prodotto da officine locali, ma anche da ceramiche di importazione, come alcune anfore o come la ceramica nera, del tipo detto black burnished, scoperta a Frénouville e prodotta nel IV secolo nell'attuale Dorset.
Il materiale in vetro che proviene dalla necropoli di Frénouville, testimonia l'esistenza di un certo lusso ancora alla fine del III secolo, mentre una coppa in argento da Sées è stata rinvenuta in una casa distrutta da un incendio nello stesso periodo. I segni dell'integrazione della regione al mondo mediterraneo si affievolirono poi nel IV secolo per scomparire nel V.

### Epoca delle migrazioni

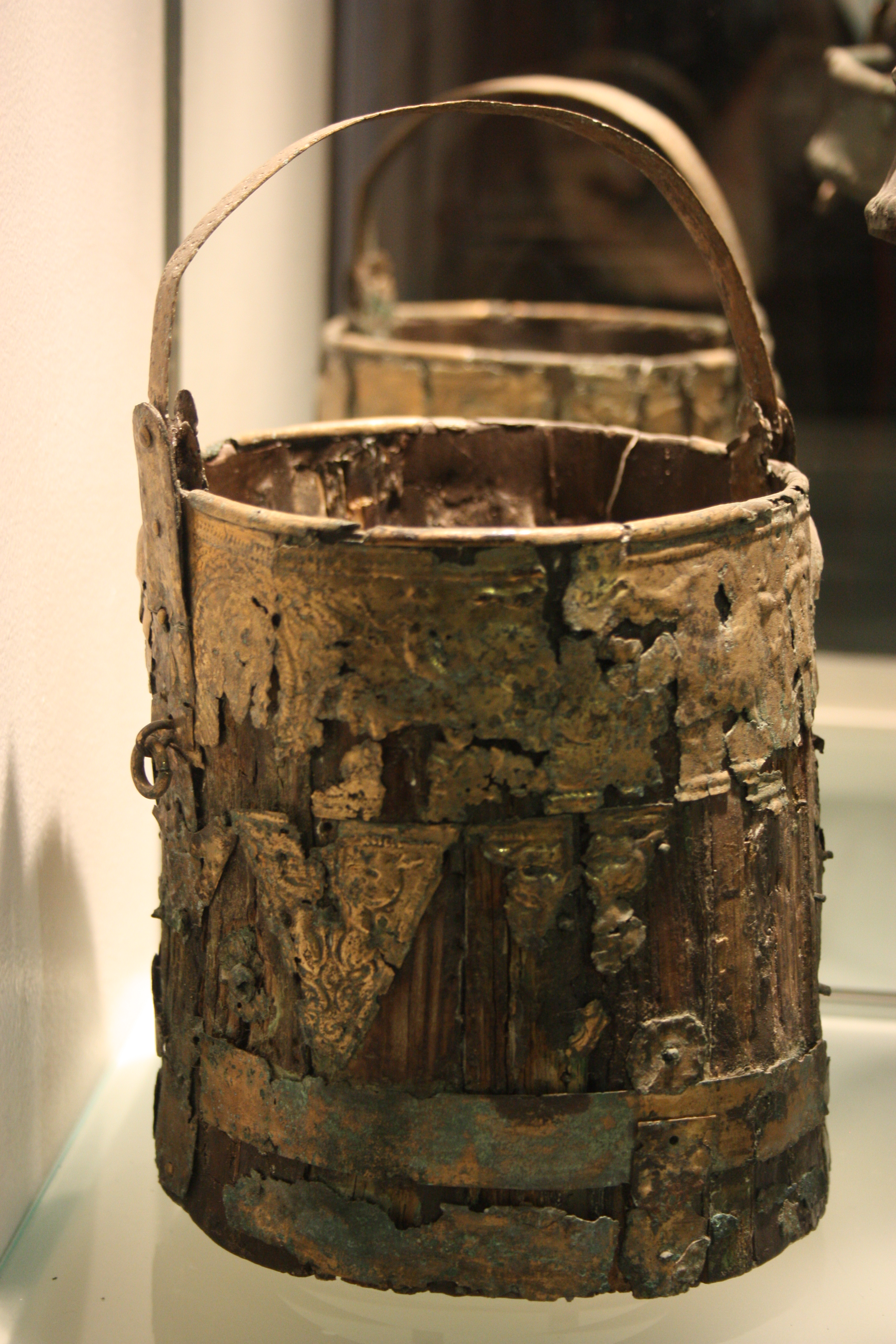
Secchio in legno con rivestimento in bronzo da Giberville

Malgrado l'assenza di fonti scritte per le vicende della Normandia, in particolare i materiali dei corredi funerari permettono di avere conoscenze sull'epoca delle migrazioni. Il museo espone una fotografia della necropoli di Saint-Martin-de-Fontenay e un modellino di quella di Frénouville: in entrambi i siti, al passaggio dal IV al V secolo si mantengono gli abitati, ma mutano profondamente i riti e la cultura, come si vede dal netto cambiamento nell'orientamento delle tombe. I defunti sono inumati e non più cremati.
Nel museo è esposta la tomba n.10 della necropoli di Hérouvillette (inizi del VI secolo), scavata nel 1966: il defunto doveva essere sia un capo militare che un artigiano, dato che il corredo presenta numerose armi, ma anche utensili per la lavorazione del legno e del ferro.
Nel VI secolo la popolazione della regione resta quella che è sempre stata a partire dal neolitico, sebbene si siano diffusi i costumi dei Franchi e nella toponomastica si diffondano apporti esterni.
Gli oggetti di ornamento personale sono rappresentati soprattutto da placche e da fibule, decorate con la tecnica del cloisonné. È esposta anche una collana in pasta vitrea del VII secolo, da Sannerville.
Le armi, portate solo dagli uomini liberi, sono rappresentate da spade, a volte con lame in acciaio Damasco o ageminate, soprattutto nel VII secolo, e ancora da scudi, asce, pugnali, scramasax, angoni, lance in ferro (queste ultime da Frénouville, del VI-VII secolo).
La ceramica di questo periodo è rappresentata da semplici produzioni locali o regionali, la cui decorazione, se presente, è molto semplice e di tipo geometrico. Il vetro continua ad essere utilizzato come prodotto di lusso, ma è di minore qualità tecnica e con decorazioni più semplici. Pochi esemplari si distinguono per qualità, come dei bicchieri cesellati o una ciotola con decorazione cruciforme da Giberville, della fine del VI o degli inizi del VII secolo.
Un manufatto eccezionale è il secchio in legno di tasso di Giberville con rivestimento in bronzo decorato con una scena di caccia di un imperatore della dinastia dei Valentiniani: potrebbe essere stato il donativo (donativo) a un capo barbaro. Un altro oggetto notevole è la brocca in bronzo di Frénouville, degli inizi del VI secolo, colata in un solo pezzo.

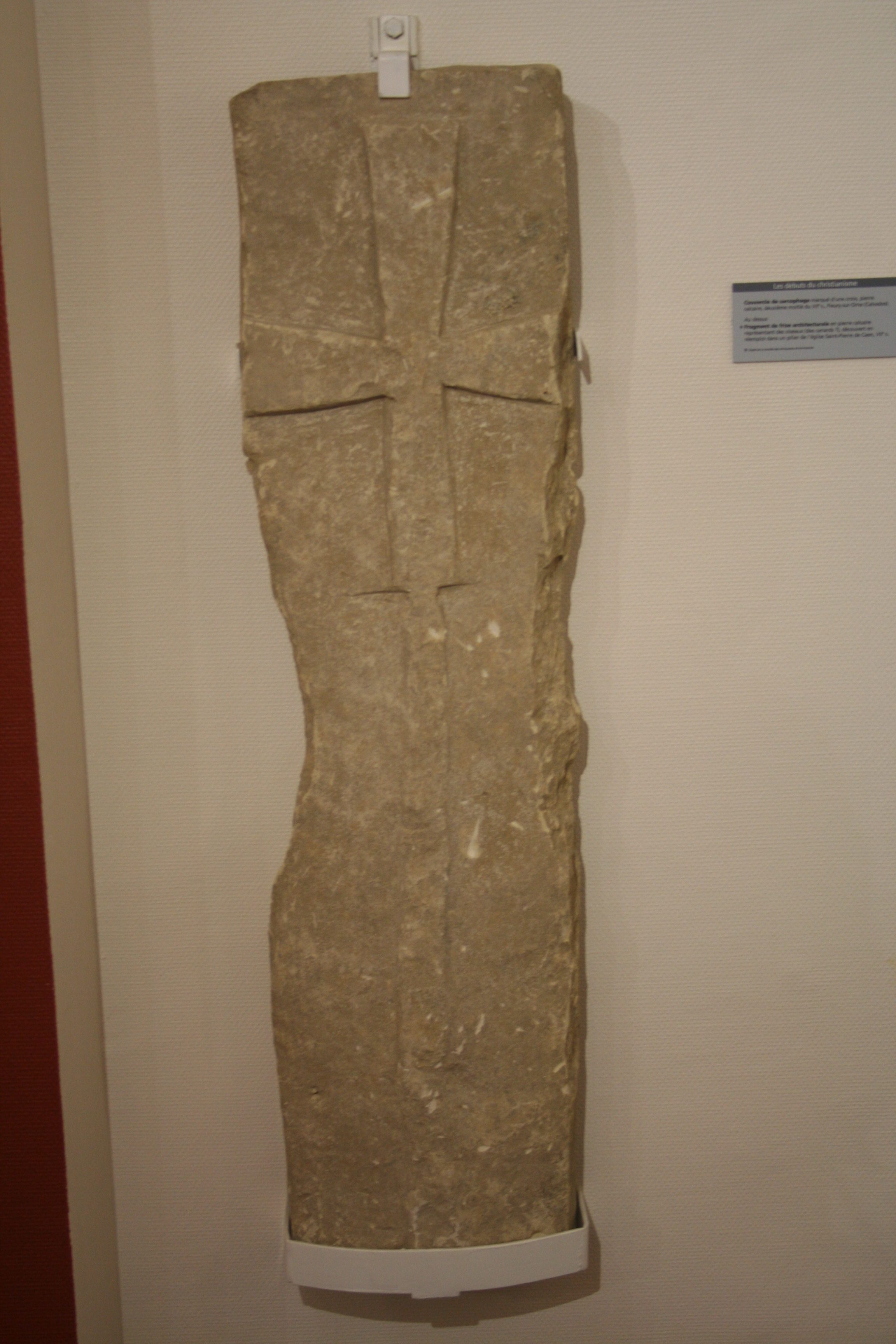
Coperchio di sarcofago con croce cristiana

Il Cristianesimo si diffuse nelle campagne soprattutto a partire dalla fine del VII secolo - inizi dell'VIII secolo. Il museo conserva il coperchio di un sarcofago cristianizzato di Fleury-sur-Orne, della seconda metà del VII secolo, e un frammento di un fregio con uccelli da un pilastro della chiesa di San Pietro a Caen, datato ugualmente al VII secolo. Una lastra reca la scena di Daniele nella fossa dei leoni (VII secolo), da Saint-Martin-de-Fontenay e una coppa in vetro a motivo cruciforme, ancora di Giberville, è datata tra la fine del VI e gli inizi del VII. La pratica dell'inumazione con vestiti, termina agli inizi dell'VIII secolo.

### Popolazioni dell'attuale Normandia
Alla fine del IV secolo e ancora alla metà del V, delle popolazioni barbare federate dell'impero si erano installate a difesa della frontiera marittima del litus saxonicum, instaurando legami culturali con le popolazioni locali.

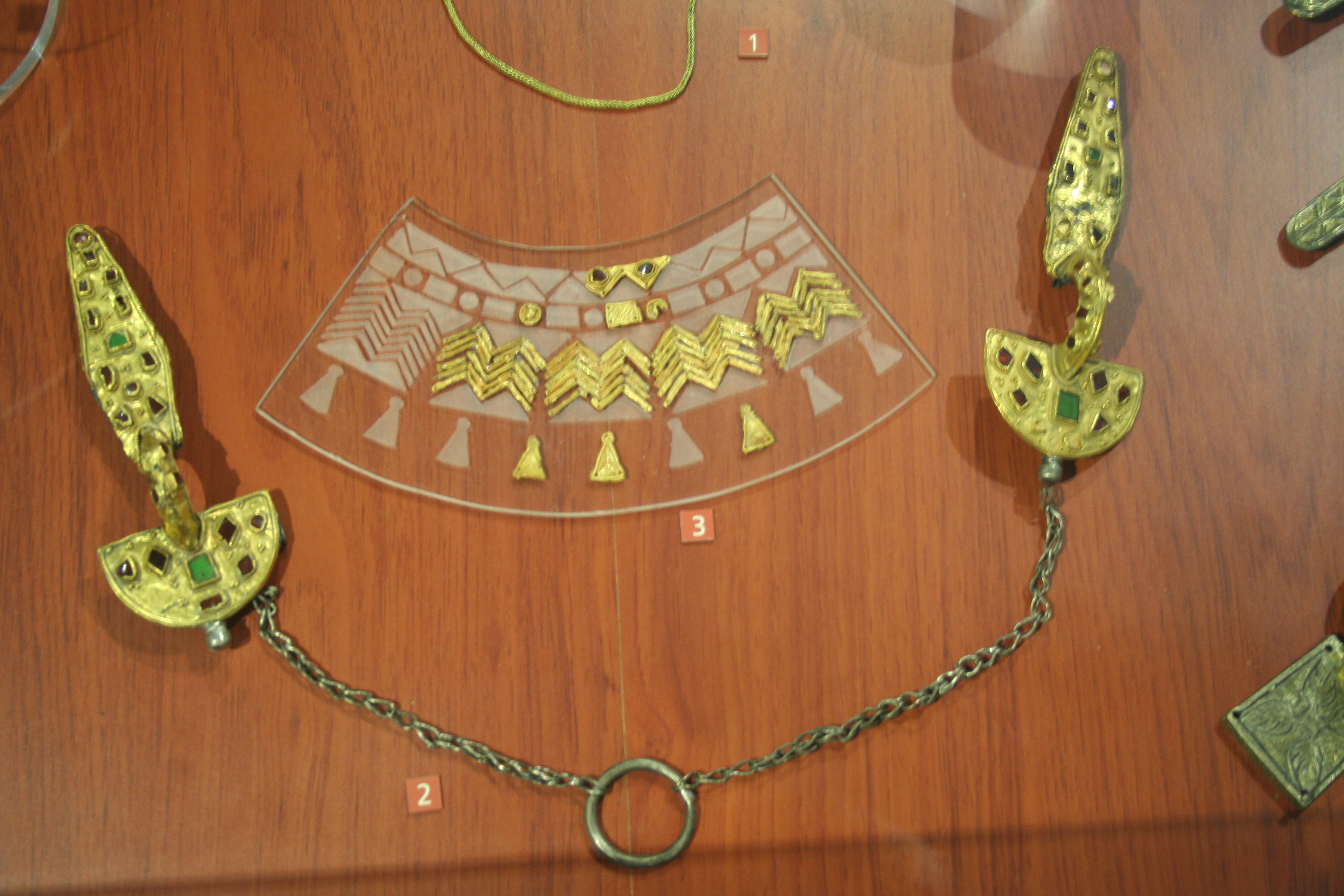
Decorazione geometrica in oro da cucire su stoffa, appartenente al cosiddetto "tesoro di Airan"

Nel 1874 presso Airan, sulla strada tra Caen e Saint-Pierre-sur-Dives fu scoperto per caso il tesoro di Airan, la sepoltura di una donna tra i venti e i quarant'anni del primo terzo del V secolo, il cui corredo testimonia gli scambi culturali tra le diverse popolazioni: sono presenti oggetti di tipo romano (fibbia di cintura rettangolare), germanico (fibule in oro e pietre preziose collegate da una catena in argento), e alano-sarmatica (placche decorative in oro di forma geometrica cucite sulla veste) e una fibbia in oro e una collana di catena metallica intrecciata. Gli scavi delle necropoli, condotti in particolare negli anni 1980, hanno restituito diversi materiali di origine barbara, come orecchini maschili, fibule in argento e fibule ansate. La presenza di mercenari barbari nell'esercito romano, che si insediarono nel territorio con le loro famiglie e si mescolarono alle popolazioni locali è testimoniata alla fine del V secolo dal ritrovamento di cinture (Frenouville e Saint-Germain-du-Chemin) e fibule ansate (necropoli di Saint-Martin-de-Fontenay). Compaiono anche importazioni, come la fibula circolare rinvenuta presso Bénouville e la fibula cuppelliforme in bronzo della fine del V secolo di Frénouville, entrambe di origine anglosassone

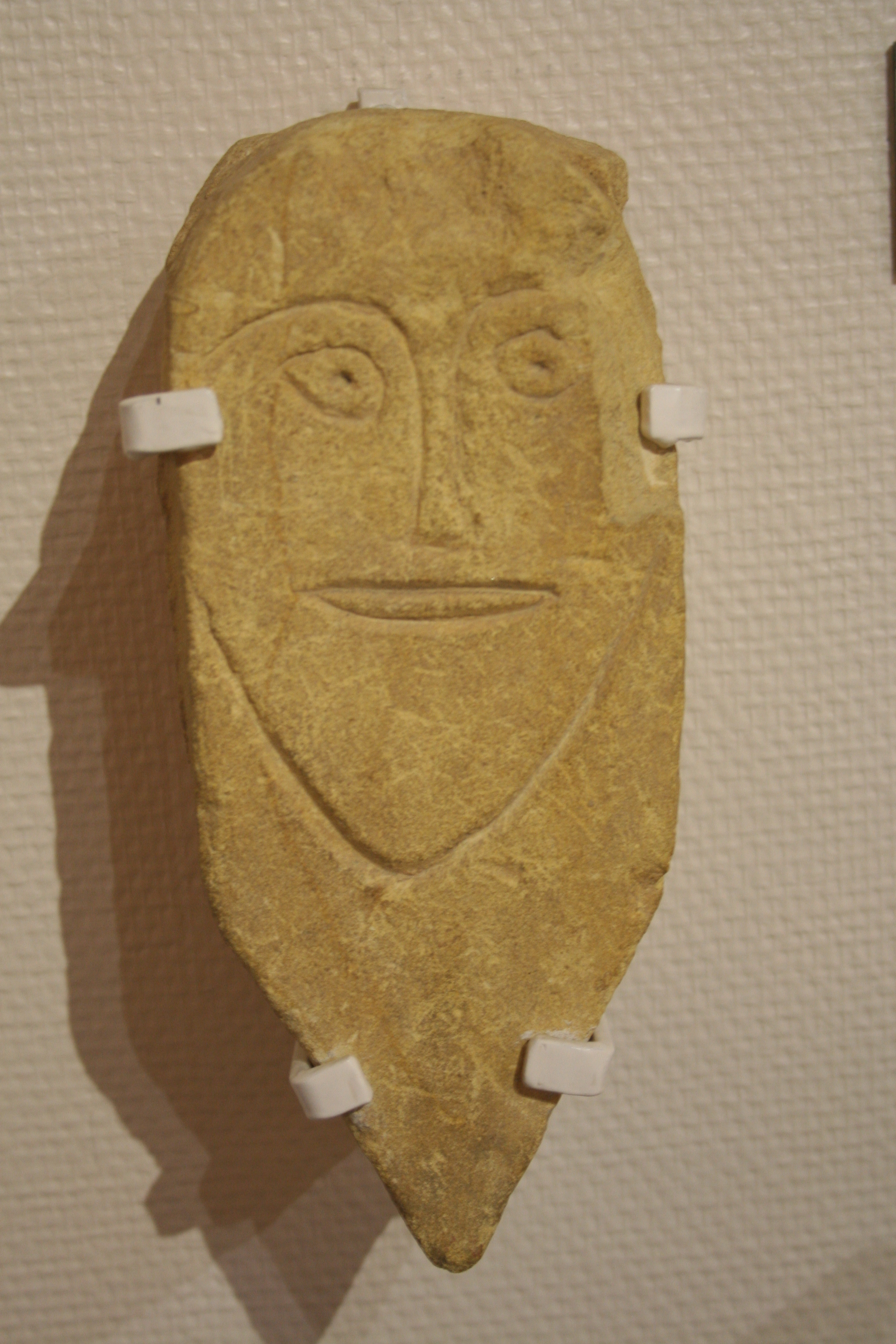
Stele funeraria da Mondeville

Dei Sassoni si erano insediati nel Bessin (regione di Bayeux) e nella valle del fiume Orne e nel VI-VII secolo prestarono giuramento di fedeltà ai Franchi. Nel museo sono esposte fibule circolari di Giberville e di Sannerville, bratteati in oro e ceramiche prodotte senza l'uso del tornio, che sono forse testimonianza di insediamenti anglosassoni a fini commerciali. Al VII secolo è datata una stele funeraria di Mondeville-Trainecourt, con l'incisione di un volto, rinvenuta in scavi degli inizi del Novecento.
Non sono molto frequenti i resti del periodo successivo (VIII-X secolo): armi fuori contesto rinvenute nella Senna, il vaso di Réville dell'VIII secolo e fibule attorte di Pîtres del IX secolo, di cui il museo espone delle copie (gli originali sono al Museo dipartimentale delle antichità di Rouen).
I Vichinghi saccheggiarono regolarmente la regione nel IX secolo, provocando la distruzione di molti dei monasteri fondati dai Carolingi. Dopo essersi installati definitivamente nella bassa valle della Senna in seguito al trattato di Saint-Clair-sur-Epte tra il re Carlo il Semplice  e il capo vichingo Rollone nel 911 i territori che essi dominavano si continuarono ad estendere nel primo terzo del X secolo e i monasteri furono restaurati, come testimoniano gli elementi architettonici provenienti da Évrecy, dall'abbazia di Pental a Saint-Samson-de-la-Roque e da Deux-Jumeaux.

### Paesaggi e abitati

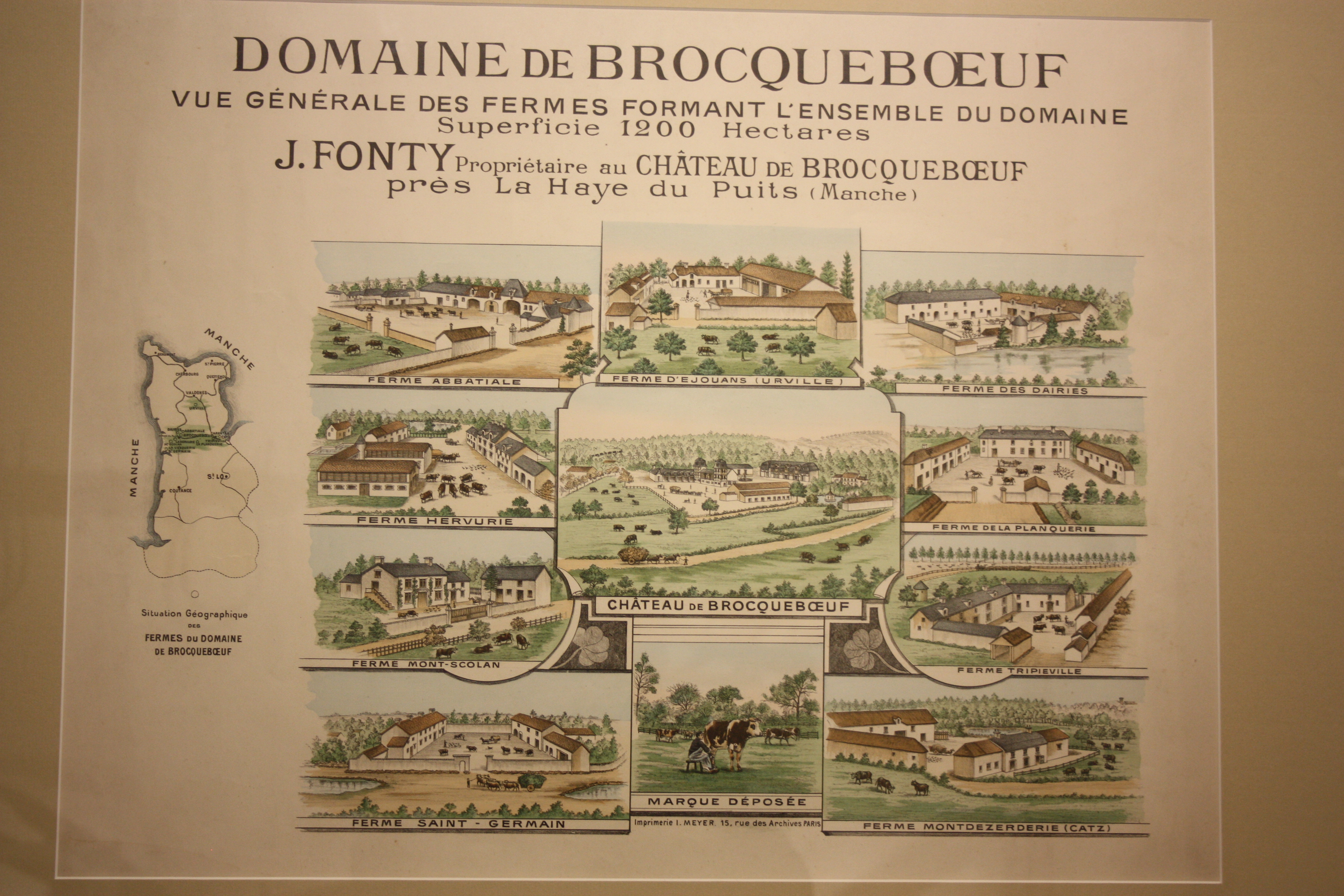
Stampa con le fattorie di Brocqueboeuf

Il museo presenta i due sistemi agricoli del "bocage" e dei "campi aperti" della pianura, con modellini della situazione alla fine del Settecento rispettivamente nella zona di Vire e nella zona del pays de Caux (parte occidentale del dipartimento della Senna Marittima).
La densità di popolazione varia e la struttura dei villaggi può andare dalla borgata al burgus fortificato. Le abitazioni sono costruite con tecniche diverse (a graticcio di legno o in pietra), come mostrano i modellini di alcune fattorie.
La fattoria di Pommereuil, del tipo a corte aperta, di Sainte-Marthe, nel pays d'Ouche (parte nord-orientale del dipartimento dell'Orne), è mostrata nel suo stato del 1943, con diversi edifici che circondano una corte di un ettaro, con uno stagno e un orto, tra cui un'abitazione e una torre colombaia sono anteriori al Cinquecento.
La fattoria della Bataille di Harcanville nel pays de Caux è invece del tipo a corte chiusa, circondata da un terrapieno piantato a faggi, con coltivazioni organizzate in ampie particelle. Le costruzioni sono a graticcio con scossaline di pietra silicea e di mattone.
La fattoria della Noë, di Rouxeville rappresenta un esempio di fattoria del bocage della zona di Saint-Lô, a corte aperta, attiva dal Settecento ad oggi, con costruzioni in scisto.

### Tecniche agricole

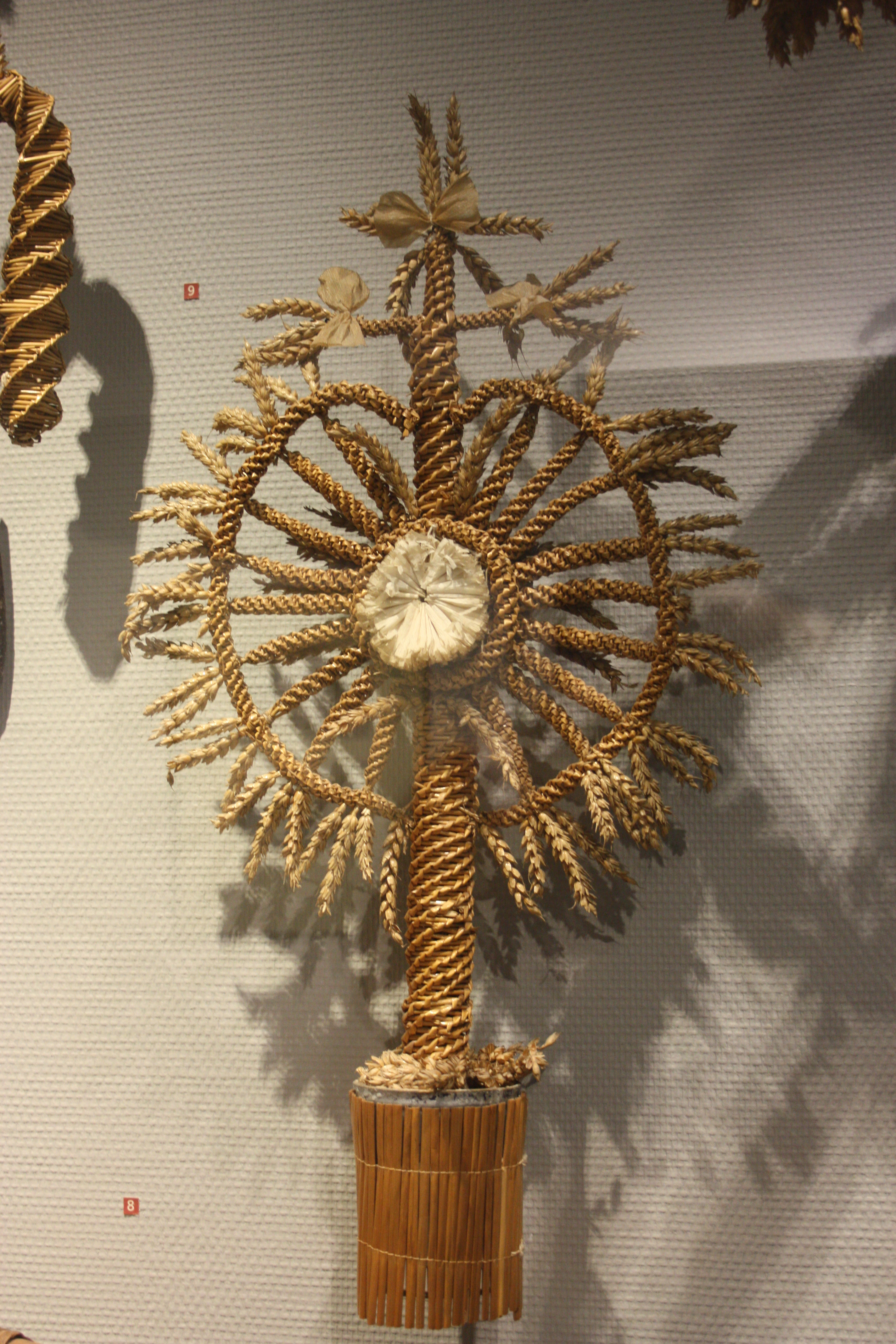
Bouquet della mietitura a forma di ostensorio da Saint-Gilles-de-Crétot

La produzione di cereali è restata fondamentale in Normandia fino al Settecento e Ottocento. Il museo presenta diversi materiali agricoli, tra cui un vomere ferrata e diversi aratri, con o senza avantreno a rotelle. Il tiro era bovino, ma anche equino. Nell'Ottocento si sono avuti miglioramenti tecnici su impulso delle società agricole.
Nell'Ottocento si modificano anche gli utensili per la mietitura, con i falcetti progressivamente rimpiazzati dalle falci. Resta sempre necessaria una numerosa manodopera per le operazioni di trebbiatura e di setacciatura, a cui si provvede con le corvée solidali compiute dai vicini. La fine del lavoro era segnata dalla realizzazione dei  buquet di mietitura, a volte piuttosto elaborati, come testimonia quello ottocentesco a forma di ostensorio di Saint-Gilles-de-Crétot.

### Latticini e sidro

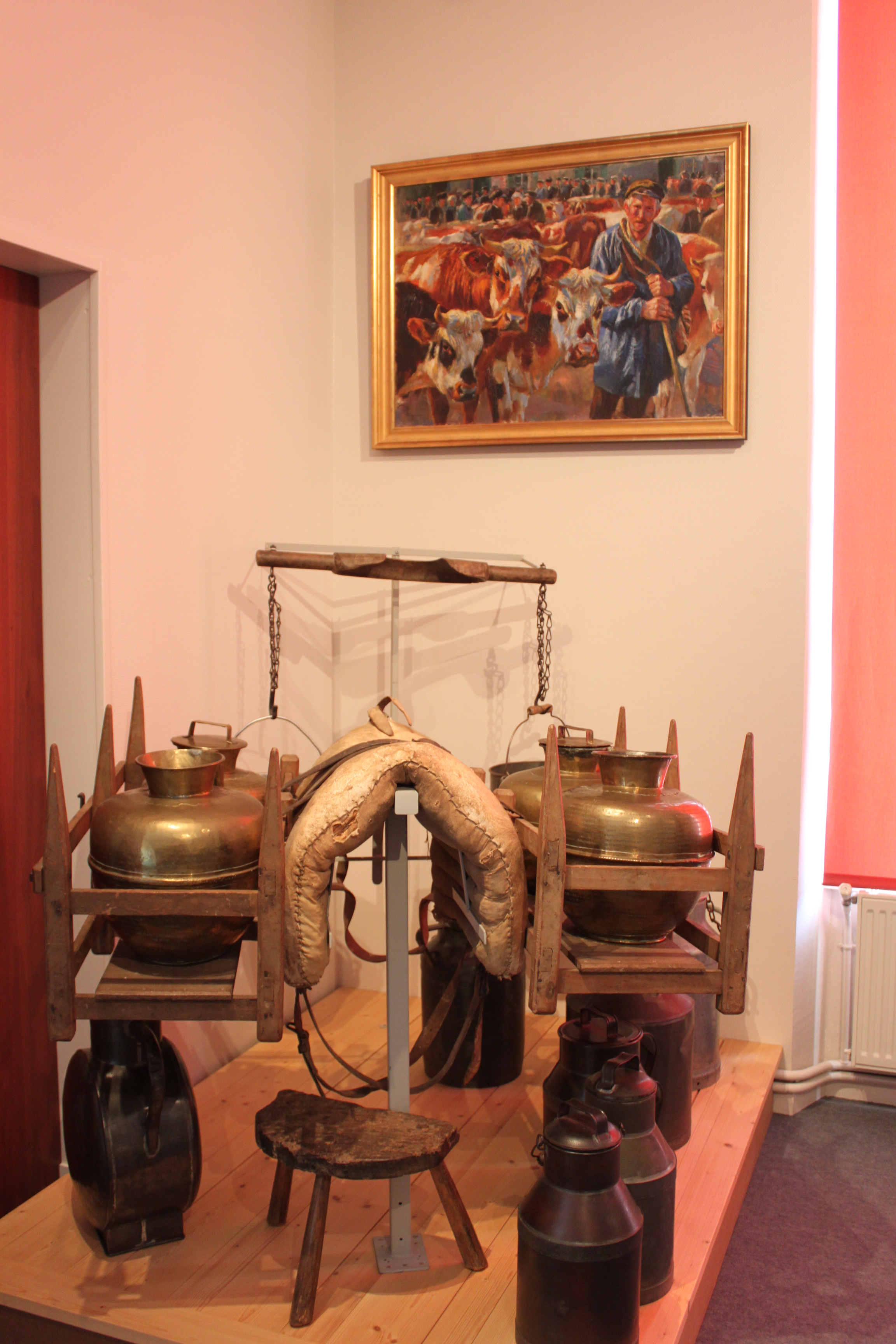
Basto con recipienti in rame per il trasporto del latte

La generalizzazione della produzione di latticini a tutta la regione è posteriore al 1850, con lo sviluppo della ferrovia e in rapporto ai bisogni di Parigi. Questo cambiamento comporta anche un processo di allevamento selettivo, spinto dal ministero dell'agricoltura, con lo sviluppo della razza bovina "normanna", nata ufficialmente nel 1883. Nel museo sono esposte le targhe dei concorsi agricoli della razza e il grande quadro di Christian Skredsvig, Une ferme à Venoix (Una fattoria a Venoix), del 1881, che testimonia lo sviluppo dell'allevamento. La mungitura avveniva spesso all'esterno e il museo espone brocche in rame per il trasporto del latte da Villedieu-les-Poêles e bidoni. Il trasporto avveniva su basti a dorso d'asino.
Nel museo si espongono inoltre utensili destinati alla fabbricazione del burro: inizialmente veniva creato in calderoni ceramici in grès e in seguito in zangole. Per motivi di conservazione il burro veniva salato e conservato in vasi con sale. Un tipo particolare di vaso per burro salato, creato per facilitare il trasporto, è il mahon.
La produzione di sidro, che già esisteva in epoca medievale, si è ugualmente sviluppata nel Settecento e Ottocento. La pressa per il sidro era un elemento importante delle grandi fattorie e il sidro veniva conservato poi in botti. La preparazione avveniva in un locale detto bouillerie, dove si trovava anche un alambicco. Il museo espone apparecchi per servire il sidro alla spina e brocche e bottiglie in vetro per servirlo.

### Ceramica
La ceramica è rimasto un materiale usuale fino alla fine dell'Ottocento: due tecniche sono soprattutto rappresentate nella collezione del museo: le ceramiche in grès a vetrina (grès glacurées), prodotte a Ger, a Le Neubourg,  nel pays de Bray (tra Londinières e Beauvais) e nel Cotentin (Vindefontaine, Saussemesnil, Néhou,) e vasellame verniciato, prodotto a Mélamare, nel pays d'Ouche (parte nord-orientale del dipartimento dell'Orne) e nel pays d'Auge (zone di Le Pré-d'Auge e di Manerbe). Tra i centri di produzione di ceramica d'uso comune perdura solo quello di Noron-la-Poterie.

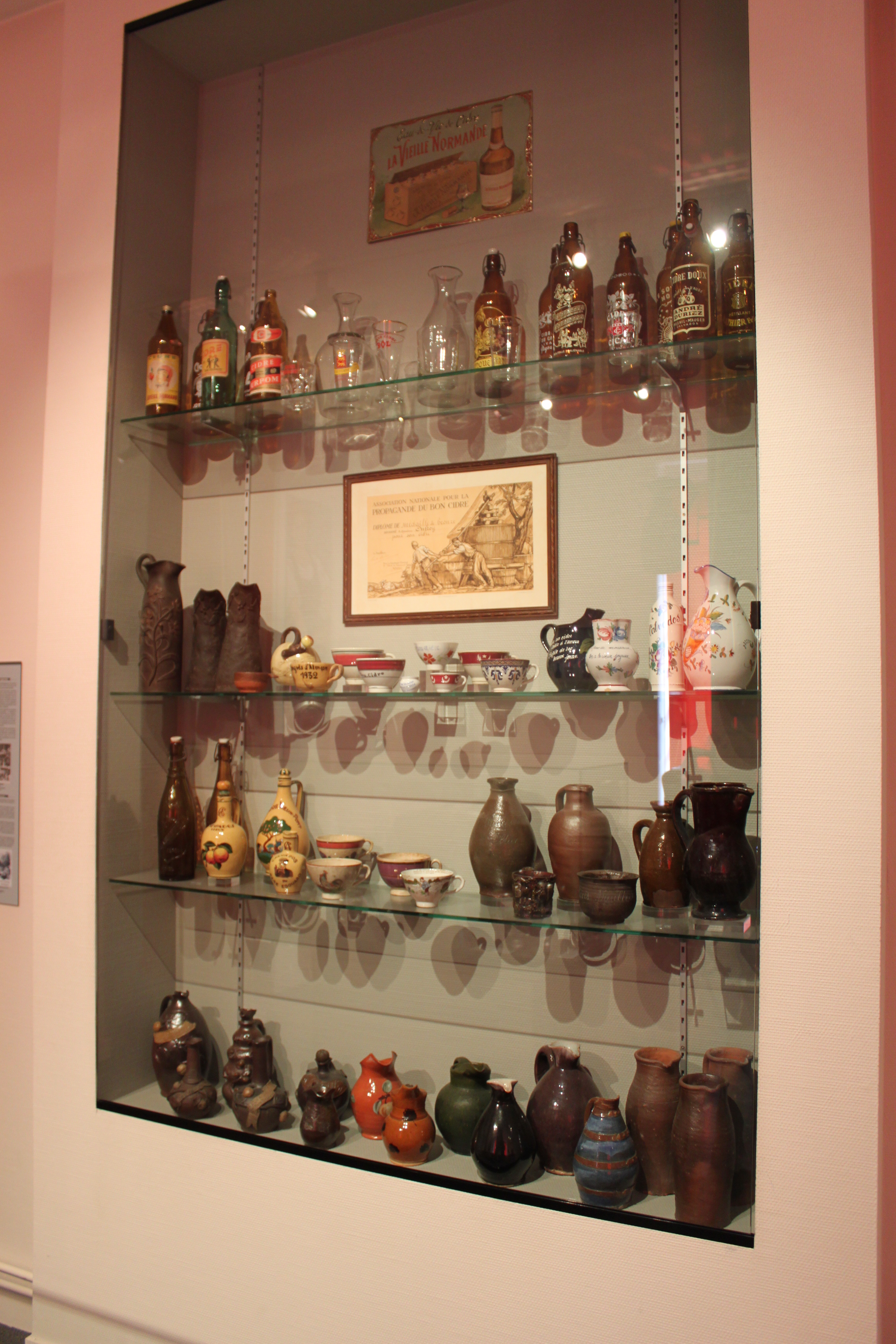
Bottiglie e caraffe per il calvados

In epoca moderna le ceramiche sono state poco usate per la cottura ed erano invece utilizzate prevalentemente per il trasporto dei prodotti agricoli, la loro conservazione o il loro consumo. Lo sviluppo dell'allevamento bovino determina la crescita della produzione delle officine specializzate nei recipienti indispensabili. Il museo espone brocche, borracce, caraffe, damigiane. Erano fatte in parte in terracotta le borse dell'acqua calda, che si diffondono tra gli utensili domestici legati all'igiene. È ben rappresentato anche il vasellame destinato al trasporto del latte e dei latticini, tra cui i particolari vasi a sale detti mahon, destinati a conservare il burro e altri prodotti caseari nel Bessin (zona di Bayeux) o i vasi destinati alla fabbricazione del formaggio. Le brocche per il calvados (distillato dal sidro) erano legate alla sua commercializzazione.
I produttori di terrecotte creavano anche oggetti destinati alla vita sociale, come tabacchiere, recipienti per lavarsi le mani o per matrimoni (fontaines de mariage), o ancora caraffe d'amicizia (pichets d'amitié) e reggi-fiori, oppure destinati alle feste popolari, come le botticelle di Bacco" ("'tonnelet Bacchus) e i "maiali di Néhou" ("cochons de Néhou"). Questi oggetti possono anche assumere valenza politica, come mostrano diverse rappresentazioni di Napoleone su diversi oggetti. In terracotta erano anche statuine a soggetto religioso.
La terracotta era utilizzata anche nell'edilizia, con mattonelle verniciate per i pavimenti, le tegole di colmo, i fastigi di Pré-d'Auge, diffusi dal Cinquecento e Seicento per la decorazione dei tetti per le residenze nobiliari.

### Lavori in legno

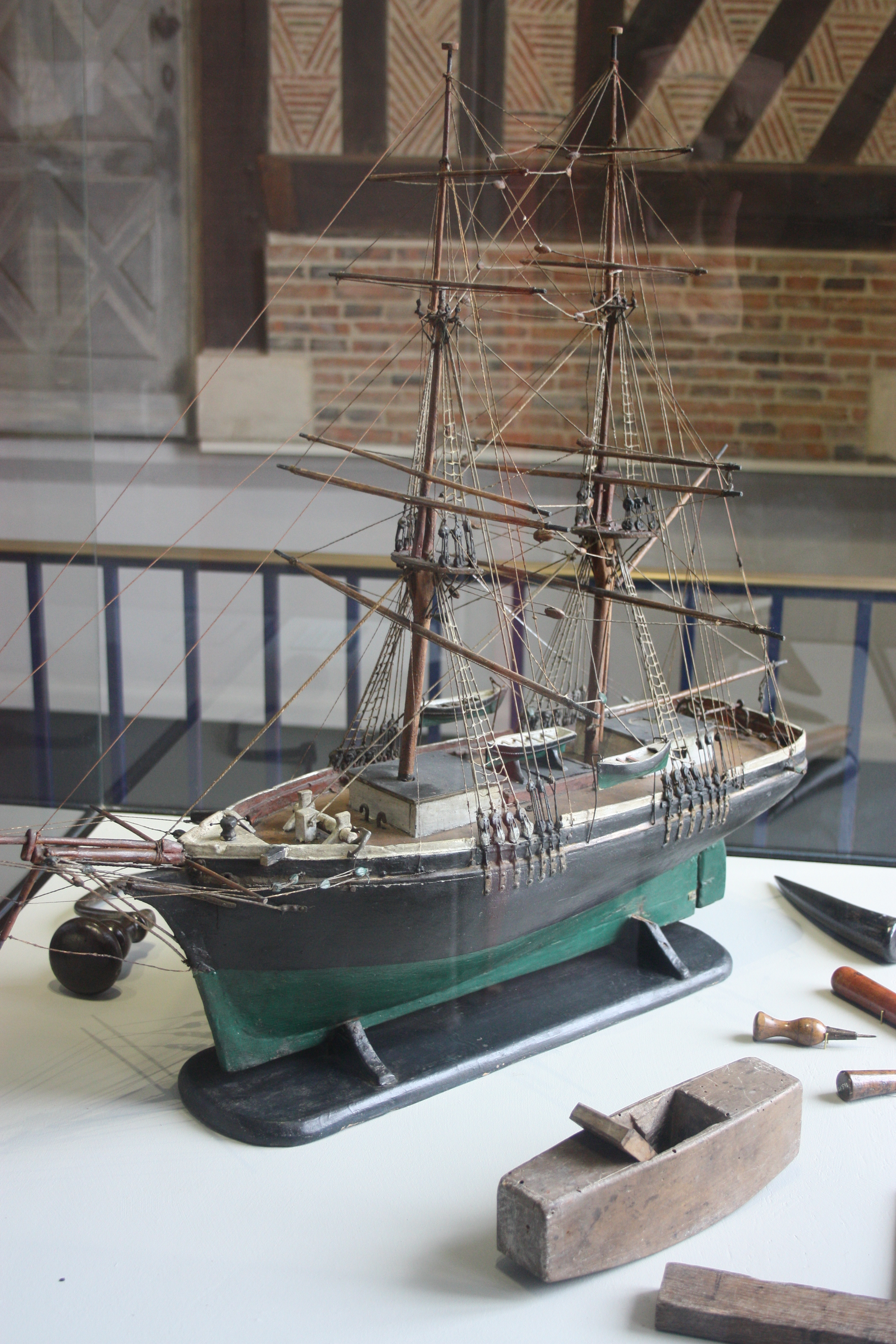
Modellino del bricco Heloïse (1874-1890)

Il legno è stato tradizionalmente utilizzato per la costruzione di abitazioni e di imbarcazioni e per i mobili. Il museo presenta esempi delle diverse tecniche di costruzione delle case a graticcio, utilizzate nella regione anche per le residenze signorili.
L'artigianato dei mobili in legno si sviluppa in Normandia dal Settecento e raggiunge il suo apogeo nell'Ottocento. Gli armadi in legno sono destinati agli abitanti delle città o ai contadini agiati dagli inizi dell'Ottocento: nelle collezioni del museo sono presenti armadi in legno di quercia, tra cui uno ottocentesco da Foucarmont. A seconda delle provenienza ne esistevano diverse varianti: del pays de Caux, a colonne, del Cotentin (tra cui gli armadi di Granville). Al momento del matrimonio era portato dalla sposa, e conteneva il corredo.
In legno erano fabbricati anche oggetti di uso comune, come raganelle, sostegni per l'asciugatura delle bottiglie, botti, giocattoli.
Le costruzioni navali sono evocate dal modellino del bricco Héloïse del 1874, una nave da 350 tonnellate che si perse in mare nel 1890 nel golfo del Leone. Questi modellini erano usati come souvenir o come ex-voto.

### Lavori in metallo

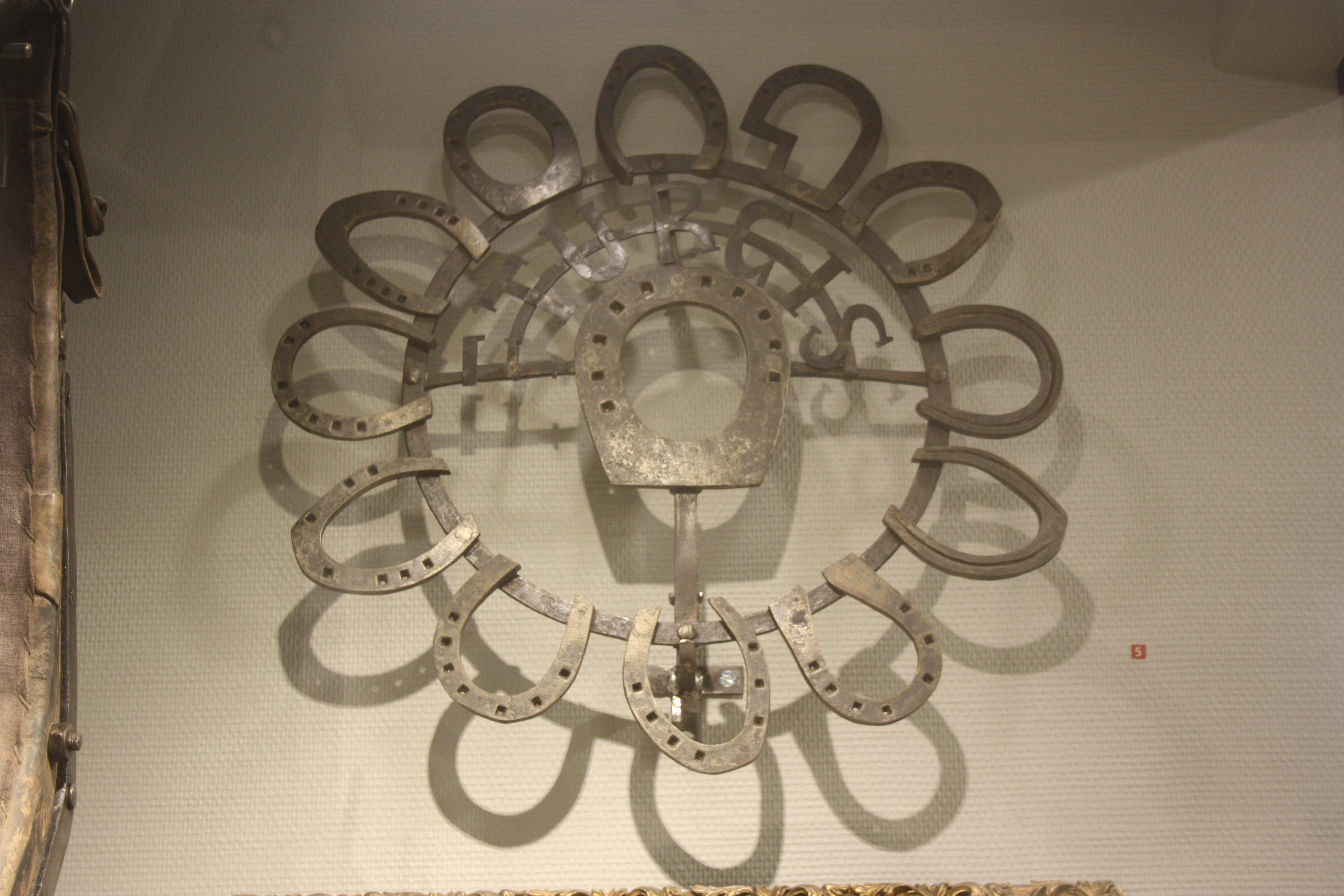
Bouquet di sant'Eligio realizzato con ferri di cavallo

Il museo presenta le attrezzature di un maniscalco e di un fabbro e inoltre un'insegna a forma di testa di cavallo e un bouquet de Saint-Éloi fabbricato con diversi modelli di ferri di cavallo, opera di un artigiano di Le Mêle-sur-Sarthe. A Villedieu-les-Poêles si producono oggetti in rame, lavorando un metallo che tuttavia non è presente nel sottosuolo normanno: i fabbricanti di stoviglie e poi calderai sviluppano nell'Ottocento una produzione diversificata, sebbene specializzata soprattutto nei recipienti per la produzione di latte e latticini. Una piccola campana evoca l'attività della fonderia di campane stabilitasi a partire dal Settecento in questa città. In una vetrina è mostrata la produzione di latta che entra in concorrenza con il rame, la cui produzione si riduce a quella destinata ai turisti.
Un'altra vetrina è dedicata all'attività della Societé métallurgique de Normandie, un'importante impresa normanna attiva tra il 1917 e il 1993, con sede a Mondeville e con il principale stabilimento a Colombelles (Caen): sono esposti una divisa da operaio e un filmato.

### Tessuti

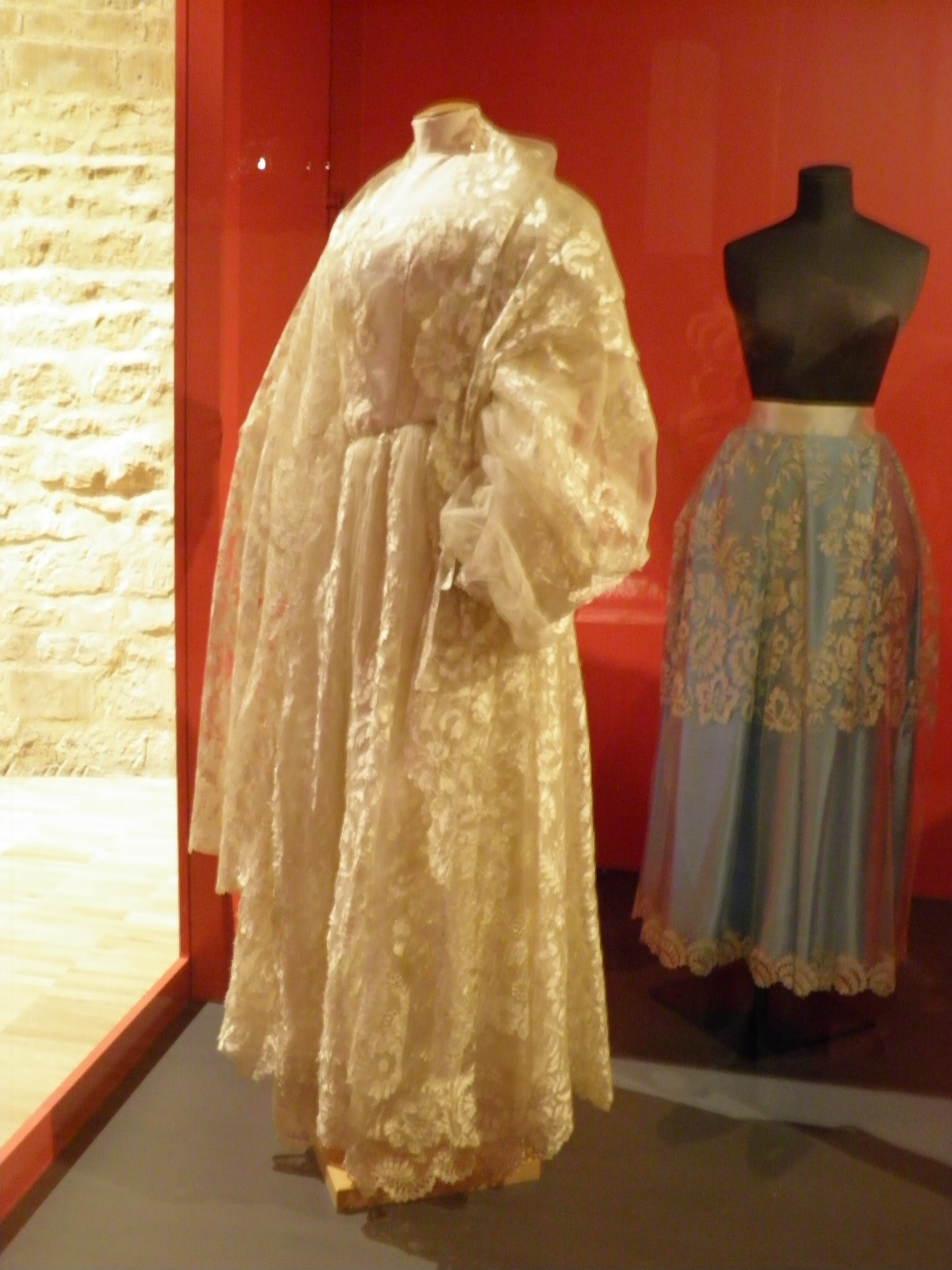
Vestito da sposa in merletto Blonde de Caen (1830)

Dal Medioevo l'industria tessile aveva avuto importanza in Normandia. Nel museo sono esposti gli abiti e i copricapi antichi di persone di diverse condizioni sociali e i gioielli che eventualmente portavano (spesso semplici pendenti in argento come la "croce di Saint-Lô" o la "croce Jeannette").
La filatura e la tessitura sono evocati da un telaio della fabbrica Lécuyer di Thiberville della seconda metà dell'Ottocento, destinato alla produzione di nastri. Il settore conobbe una precoce industrializzazione nei dipartimenti del Calvados e dell'Orne, mentre nel dipartimento della Manica restarono attivi tessiture domestiche fino agli inizi del Novecento. Una ricostruzione mostra la casa di un tessitore, con l'officina nel seminterrato e la caratteristica scala esterna, un tipo di edificio che si può ancora incontrare.
Il museo espone un letto ad alcova ornato da un telo dipinto da Hambye, della prima metà dell'Ottocento. Il telo, prodotto localmente, era dipinto da un artigiano della cera.
La produzione di merletti, merce artigianale di lusso, cede il passo alla produzione industriale alla fine dell'Ottocento, come i merletti di Alençon e di Argentan (ad ago) o dal tipo detto "Blonde de Caen", con fuselli (prodotto soprattutto tra il 1820 e il 1840 e del tutto cessato dopo il 1867 per la concorrenza della produzione industriale): alla collezione del museo appartiene un vestito da sposa del 1830 interamente in merletto "Blonde de Caen", che tuttavia non è correntemente esposto a causa della sua grande fragilità.
Ai tessuti locali in lino, canapa e lana si aggiunge a partire dal Settecento e Ottocento il cotone, con una maggiore ricchezza e varietà nel vestiario. Il dipinto del Ritratto di Désirée Tunis del 1850 la mostra con una cuffia di Caen e con uno scialle nero, mentre un quadro di Hubert Auger con La Saint-Louis au pays de Caux (La festa di san Luigi al pays de Caux), del 1824, presenta la diversità dei costumi dell'epoca. Queste varietà si impoveriscono nella seconda metà dell'Ottocento.
I costumi tradizionali si fanno più rari prima del 1914 e le cartoline postali degli inizi del secolo mostrano già una situazione che non esiste più nella vita di tutti i giorni. Il museo tuttavia conserva circa 300 esemplari di cuffie e berretti tradizionali.

### Cererie e confraternite di carità

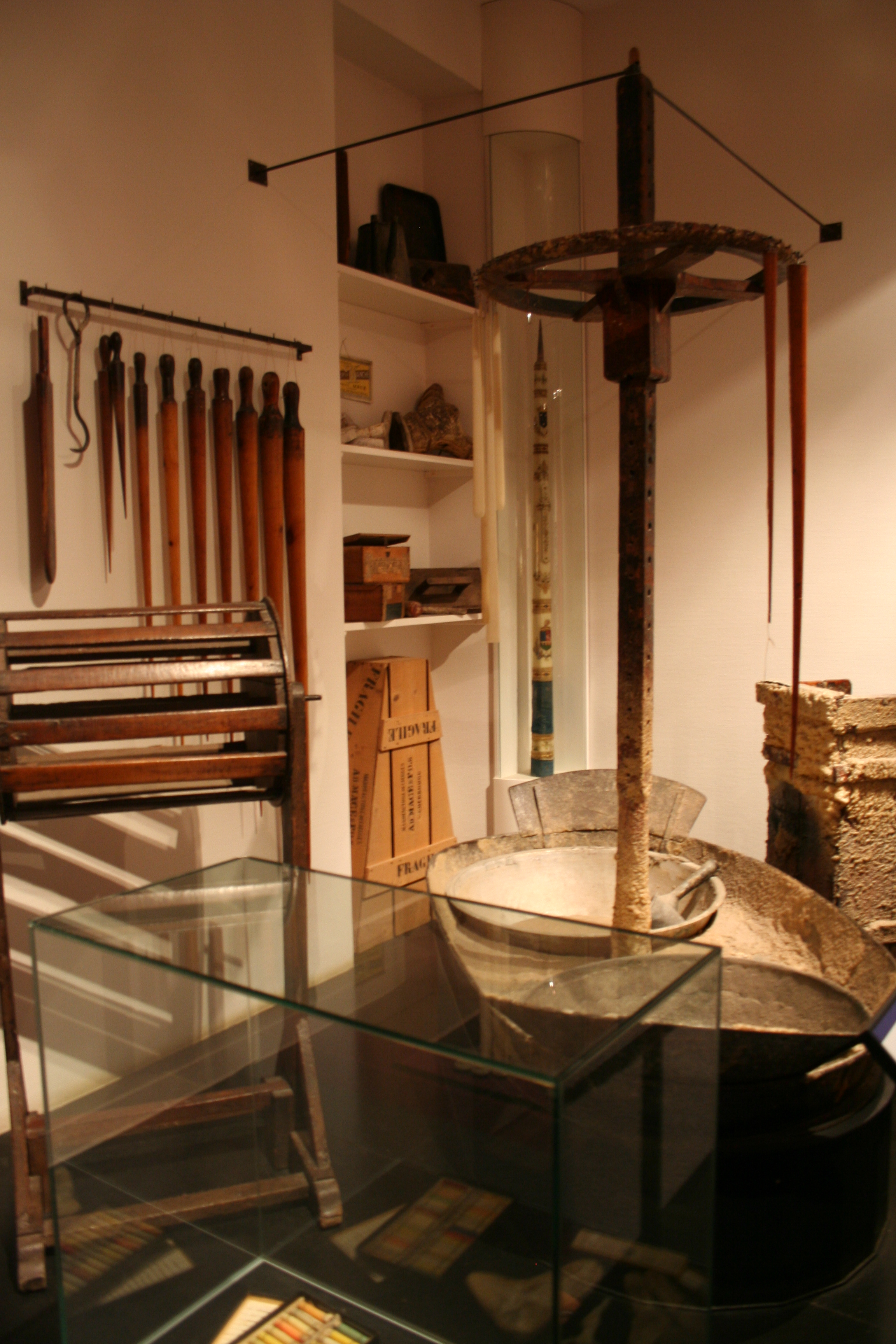
Laboratorio per la fabbricazione dei ceri

La produzione di ceri per la liturgia cattolica anteriore al concilio Vaticano II era rappresentata dall'impresa Macé, attiva a Cherbourg tra il 1780 e il 1974. I ceri erano realizzati con cera d'api: gli stoppini erano collocati su una ruota detta romaine e rivestiti quindi di cera fusa: con il movimento della ruota era possibile ottenere un cero ben equilibrato, che poteva essere poi rifinito in modo più o meno complesso, anche con decorazioni a rilievo. Il museo possiede una collezione di ceri da comunione o da funerale con decorazioni.
Una vetrina evoca il ruolo delle confraternite di carità, associazioni laiche attive nelle parrocchie per l'organizzazione delle feste dei santi patroni e dei funerali dei confratelli. Giocavano un ruolo importante nella società dei villaggi: il museo conserva un costume di confratello e una sommità di bastone con un'effige di santo. Un quadro di Emile Minet, Le charitons (I confratelli), anteriore al 1880, mostra due confratelli in preghiera.

### Folclore
Una vetrina trasmette l'immagine idealizzata trasmessa dai gruppi folcloristici come il gruppo "Blaudes et Coëffes" di Jeanne Messager, creato nel 1933 e che partecipò a grandi manifestazioni folcloristiche a Caen negli anni 1950.

## Amministrazione e attività

### Lista dei direttori
- Michel de Boüard (1946-)
- Jean-Jacques Bertaux (-1998)
- Jean-Yves Marin (1998-2009)
- Jean-Marie Levesque (2009-)

### Politica tariffaria
Nel 2005 il comune di Caen decise la gratuità per l'ingresso alle collezioni permanenti del museo, mentre era a pagamento solo l'accesso alle esposizioni temporanee. La decisione fu abrogata nel 2010 sia per il Museo di Normandia che per il vicino Museo delle belle arti. Sono previste tuttavia riduzioni, gratuità per i giovani, per categoria svantaggiate e per i portatori di handicap e l'ingresso gratuito la prima domenica di ogni mese. Esistono biglietti gemellati con il Museo di belle arti e abbonamenti annuali.

### Attività
Il museo ha personale didattico per le attività con le scuole, costituito da educatori e formatori. Gli insegnanti possono prendere in prestito per una durata di quindici giorni delle "valigie didattiche", con strumenti ludici, modellini, giochi in 3D e giochi di osservazione. Sono anche disponibili dei dossier didattici e un'offerta di cinque diversi percorsi didattici per diverse classi di età e di animazioni su temi specifici.
A partire dal 1980 il museo si è dotato di un laboratorio di restauro, resosi necessario anche a supporto dei numerosi cantieri di scavo archeologico aperti nei dintorni di Caen. Dal 2000 il laboratorio svolge anche attività di conservazione preventiva. Per evitare alterazioni degli oggetti più fragili è prevista una rotazione degli oggetti tra sale di esposizione e depositi.
Le esposizioni temporanee hanno tre tematiche principali: temi normanni, che si basano soprattutto sull'esposizione di materiali del museo stesso conservati normalmente in deposito, l'influenza normanna fuori dalla Normandia e la presentazione di altre popolazioni. In alcuni casi possono inoltre essere presentate acquisizioni recenti.